# 楠木正成
楠木 正成（くすのき まさしげ、旧字体：楠木 正成󠄁）は、鎌倉時代末期から南北朝時代にかけての武将。出自は諸説あり。自称は橘氏後裔。息子に正行、正時、正儀。
元弘の乱（1331年 - 1333年）で後醍醐天皇を奉じ、大塔宮護良親王と連携して、千早城の戦いで大規模な幕軍を千早城に引きつけて日本全土で反乱を誘発させることによって、鎌倉幕府打倒に貢献した。また、建武の新政下で、最高政務機関である記録所の寄人に任じられ、足利尊氏らとともに天皇を助けた。延元の乱での尊氏反抗後は、新田義貞、北畠顕家とともに南朝側の軍の一翼を担ったが、湊川の戦いで尊氏の軍に敗れて自害した。建武の元勲の1人。

明治以降は「大楠公（だいなんこう）」と称され、明治13年（1880年）には正一位を追贈された。また、湊川神社の主祭神となった。

## 生涯

### 出自

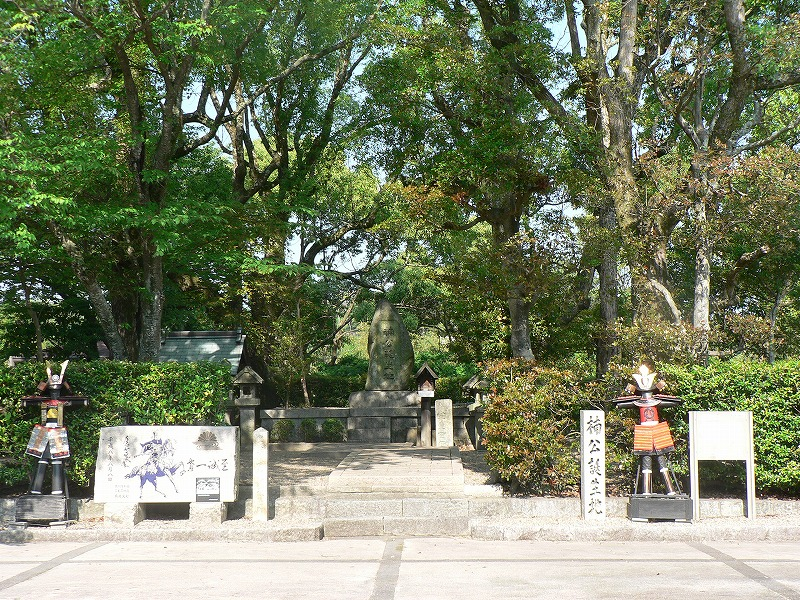
楠公誕生地（大阪府南河内郡千早赤阪村）

#### 自称
建武2年（1335年）8月25日、『法華経』の写経を完了し、奥書に「橘朝臣正成」と自著していることから、遅くともこの時期までには橘氏の後裔を自称していた。

#### 河内の土豪説
『太平記』巻第三「主上御夢の事 付けたり 楠が事」には、楠木正成は河内金剛山の西、大阪府南河内郡千早赤阪村に居館を構えていたとある。
楠木氏は橘氏の後裔とされる。正成の母は、橘遠保の末裔橘盛仲の娘。また、任官には源平藤橘の姓が必要であるため、楠木氏は橘氏を借りたとする説もある。『太平記』巻第三には、楠木氏は橘諸兄の後裔と書かれており、楠木氏と関係の深い久米田寺の隣の古墳は橘諸兄の墓といわれ、楠木氏は橘氏を礼拝する豪族であったともいわれる。
また『観世系図』によれば、観阿弥の母は河内玉櫛荘の橘正遠（正成の父・楠木正遠）の娘すなわち正成の姉妹という記録があり、この玉櫛荘を正成の出身地とする推定もある。

#### 得宗被官・御家人説
得能弘一が楠木氏駿河国出身説を提唱し（「楠木正成の出自に関する一考察」『神道学』128）、筧雅博、新井孝重も楠木氏の出自は駿河国とする。理由としては、以下の通りである。
1. 楠木正成の地元である河内の金剛山西麓から観心寺荘一帯に「楠木」の字（）はない。
2. 鎌倉幕府が正応6年（1293年）7月に駿河国の荘園入江荘のうち長崎郷の一部と楠木村を鶴岡八幡宮に寄進したと言う記録があり、楠木村に北条得宗被官の楠木氏が居住したと想定できる。
3. 観心寺荘の地頭だった安達氏は、弘安8年（1285年）に入江荘と深い関係にある北条得宗家の有力被官長崎氏に霜月騒動で滅ぼされ、同荘は得宗家に組み込まれたとみられる。それゆえ出自が長崎氏と同郷の楠木氏が観心寺荘に移ったのではないかと想定できる[注釈 3]。
4. 『鎌倉将軍家譜』によれば、元亨2年（1322年）には、北条高時の命を受けた正成が摂津国の淀川河口に居を据える渡辺党を討ち、次いで紀伊国の安田庄司を殺し、さらに南大和の越智氏を撃滅したという。この際、安田庄司の旧領は正成に与えられた（ただし、史料の正確性は後述のようにかなり低い）。
5. 楠木正成を攻める鎌倉幕府の大軍が京都を埋めた元弘3年（正慶2年、1333年）閏2月の公家二条道平の日記である『後光明照院関白記』（『道平公記』）に くすの木の ねはかまくらに成ものを 枝をきりにと 何の出るらん という落首が記録されている[12]、この落首は「楠木氏の出身は鎌倉（東国の得宗家）にあるのに、枝（正成）を切りになぜ出かけるのか」という意とされ、河内へ出軍する幕府軍を嘲笑したものとされる[6]。

また網野善彦は『高野春秋編年輯録』などを根拠に楠木氏はもともと武蔵国御家人で北条氏の被官（御内人）となり、霜月騒動で得宗領となった観心寺荘の代官として河内に移ったと推定した。これを裏付けるように正成は幼少時に観心寺で仏典を学んだと伝わる。さらに『吾妻鏡』建久元年11月7日条には源頼朝が右大将拝官のため上洛した際の随兵として「楠木四郎」という名前が記されている。この楠木四郎が正成と同族であるとする根拠は無いものの、新井孝重は「このものを入江荘の「楠木氏」とみると、河内楠木氏はふるくからの御家人であって、なおかつ北条氏被官人であったと考えるのがよい」としている。
これとは別に森田康之助は、弘安8年（1285年）1月29日付の常陸国国府での下文に「（常陸）国司代左近太夫将監橘朝臣」とあり、『楠嘉兵衛本楠木氏系図』には正成の父・正康は左近太夫であると記されているため、何かしら関係がある可能性を示した。
これら得宗被官・御家人説に対し、今井正之助は林羅山の『京都将軍家譜』『鎌倉将軍家譜』、浅井了意の『本朝将軍記』、馬場信意の『南朝太平記』、春潮房懐英の『高野春秋編年輯録』、仁井田好古の『紀伊続風土記』など、楠木氏得宗被官説の根拠として使われるものの大半は江戸時代に広まった『太平記』の注釈書であ『太平記評判秘伝理尽鈔』の影響下にあり、その信憑性には疑問が残るとした。
また得宗被官・御家人説の大前提である河内国には「楠木」という字がないとされる点についても、現在の南河内郡太子町大字山田（旧・河内国石川郡山田）に「楠木」の小字があることが堀内和明によって指摘されており、そもそもの前提がゆらぐ形となっている。

#### 悪党・非御家人説
永仁3年（1295年）、東大寺領播磨大部荘が雑掌（請負代官）でありながら年貢を送らず罷免された垂水左衛門尉繁晶の一味として楠河内入道がおり、黒田俊雄はこの河内楠一族を正成の父と推定し、正成の出自は悪党的な荘官武士ではないかとした。
林屋辰三郎は河内楠氏が散所民の長であったとした。兵藤裕己はこの説を有力とし、正成の行為も悪党的行為であるとした。
元徳3年（1331年）9月、六波羅探題は正成が後醍醐天皇から与えられた和泉国若松荘を「悪党楠木兵衛尉跡」として没収した。網野善彦は、この時の正成は、若松荘の所有を主張していた内大臣僧正道祐から何らかの職を得ていたとする。このことから、正成が反関東の非御家人集団とみなす説がある。佐藤和彦によれば、楠木氏は摂津から大和への交通の要衝玉櫛荘を支配し、近隣の和田（にぎた）氏、橋本氏らは同族で、楠木氏は摂津から伊賀にいたる土豪と商業や婚姻によって結びついていた。また植村清二はこの「兵衛尉」官職名から幕府御家人とした。しかし、森田康之助は、高柳光寿の主張を踏襲する形で、「兵衛尉」は御家人でなくても名乗ることができ、むしろ兵衛尉を名乗っていることから正成は御家人ではなかったと述べた。
正成を非御家人とみなす説について新井孝重は、楠木氏が「鎌倉武士のイメージと大きく異なるゆえに、もともと鎌倉幕府と関係のない、畿内の非御家人だろうと考えられてきた」が、「畿内のように交通と商業が盛んなところであれば、どこに暮らす武士であっても、生活のしかたに御家人と非御家人の違いはないとみたほうがよい。だから楠木氏その存在のしかたを理由に非御家人でなければならない、ということにはならない」と述べている。

### 挙兵以前
元亨2年（1322年）、正成は得宗・北条高時の命により、摂津国の要衝淀川河口に居する渡辺党を討ち、紀伊国安田庄司湯浅氏を殺害し、南大和の越智氏を撃滅している。
この一連の状況は『高野春秋編年輯録』に詳しい。渡辺党を討った正成は高野山領を通過して紀伊安田へと向かい、安田荘を攻撃した。安田庄司は湯浅一族であり、当時湯浅氏は高野山との相論に負けて紀伊国阿氐河荘（阿瀬川荘）を没収されており、この正成の攻撃は没収地の差押さえであったとされる。その結果、正成は幕府から得宗領となった阿弖河荘を与えられた。
その後、正成は越智氏の討伐へと向かった。越智氏は幕府に根成柿の所領を没収され、さらには北条高時が興じる闘犬の飼料供出まで求められ、憤った越智邦永が自領で六波羅の役人を殺害するに至った。六波羅北方は討手として奉行人斎藤利行、小串範行らを二度にわたって派遣したが、そのゲリラ戦に手痛い敗北を喫していた。そのため、六波羅は正成を起用し、彼は越智氏を討つことに成功した。
新井孝重は、正成が渡辺党、湯浅氏、越智氏といった反逆武装民を討滅したことは非常に興味深いと述べている。また、一連の軍事行動を否定する積極的な根拠は見いだせず、これらは本当にあったと考えている。新井は、得宗被官であった正成が反逆武装民を討つのは当然の行為であると指摘し、この当時はまだ鎌倉幕府に忠実な「番犬」として畿内ににらみを利かせていたとしている。
正成による渡辺党、湯浅氏、越智氏の討滅に六波羅は感嘆の声を上げ、そして怖れたといい、世間の人々にもその強烈な印象を与えた。当時、畿内では悪党が幕府への反逆、合戦を繰り返し、その支配に揺らぎが生じていた。幕府は安藤氏の乱で手を焼かされており、合戦の名人である正成が悪党のエネルギーを吸収し、いずれ反逆した場合への不安を抱いたとされる。
ただし、前述のように『高野春秋編年輯録』、『紀伊続風土記』などの楠木氏得宗被官説の根拠として用いられる史料の大半は『太平記評判秘伝理尽鈔』の影響下にあり、その信憑性には疑問が残る。
また、楠木氏は河内金剛山の辰砂採掘を生業とし、交通を抑える武装商人の面貌を備えており、それによって軍資金を調達していた可能性がある。
加えて、正成は磯長の聖徳太子廟や四天王寺で六波羅方と戦闘を行なっているが、中世の鉱山労働者は太子信仰と深く結びついており、彼ら自身も「タイシ」と呼ばれたといい、辰砂を採掘していた可能性のある正成も太子信仰と関連があったと考えられる。

### 挙兵から鎌倉幕府滅亡まで

#### 後醍醐天皇に与する
その後、正成は得宗被官でありながら後醍醐天皇の倒幕計画に加担するようになった。後醍醐天皇と正成を仲介したのは真言密教僧文観と醍醐寺報恩院道祐とされる。ほか、伊賀兼光の関係も指摘されている。
元徳3年（1331年）2月、後醍醐天皇が道祐に与えた和泉若松荘を正成は所領として得た。しかし、同年4月に倒幕計画が幕府側に知られると、8月に後醍醐天皇は笠置山に逃げ、その地で挙兵した（元弘の乱）。なお、正成はこのとき笠置山に参向している。『増鏡』によると天皇側は前もって正成を頼りにしていたという。正成は得宗被官から一転したため、鎌倉幕府からは「悪党楠兵衛尉」として追及を受けた。同年9月、六波羅探題は正成の所領和泉国若松荘を「悪党楠木兵衛尉跡」として没収した。

#### 赤坂城の戦い

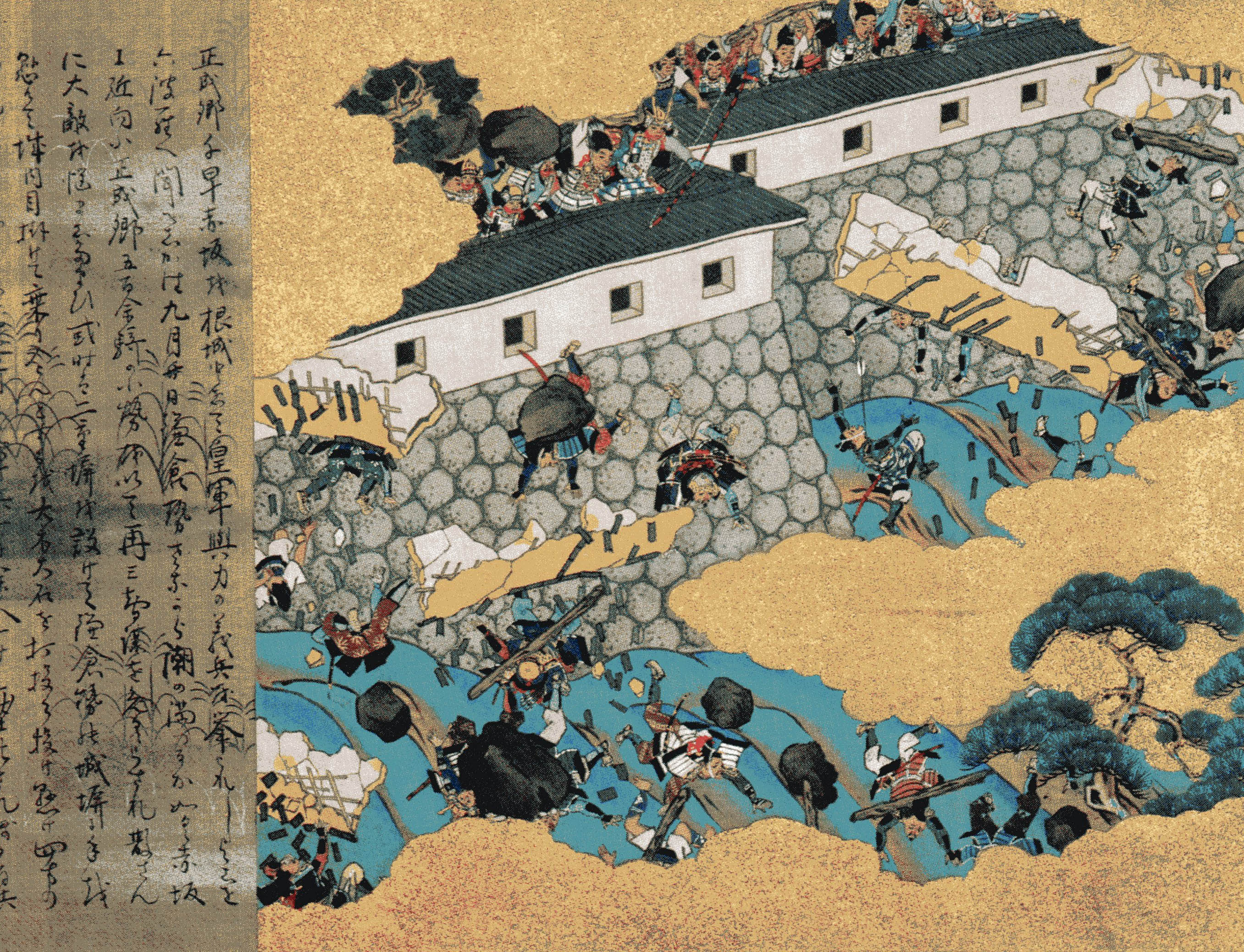
赤坂城の戦い（大楠公一代絵巻、楠妣庵観音寺蔵）

9月、笠置山の戦いで敗北した後醍醐天皇らは捕えられ、残る正成は赤坂城（下赤坂城）にて幕府軍と戦った（赤坂城の戦い）。幕府軍は当初、一日で決戦をつけることができると判断し、すぐさま攻撃を開始した。
だが、正成は寡兵ながらもその攻撃によく耐えた。敵が城に接近すれば弓矢で応戦し、その上城外の塀で奇襲を仕掛けた。敵が堀に手を掛ければ、城壁の四方に吊るされていた偽りの塀を切って落として敵兵を退け、上から大木や大石を投げ落とした。これに対し、敵が楯を用意して攻めれば、塀に近づいた兵に熱湯をかけて追い払った。正成のこれらの一連の攻撃により、幕府軍の城攻めは手詰まりに陥った。
新井孝重は、一土豪に過ぎない正成に関東から上洛した軍勢が束になって攻撃を仕掛けたことに注目している。単なる悪党の蜂起であるならばこれほどの大軍勢の投入は有り得ず、正成の尋常ならざる実力の証左であるとしている。正成はかつて幕府に反逆した武士を次々に討伐した合戦の名人であり、鎌倉は明らかに正成を大いなる脅威と認識していたと考えられる。
しかし、赤坂城は急造の城であるため、長期戦は不可能と考えた楠木正成は、同年10月21日夜に赤坂城に自ら火を放ち、幕府軍に城を奪わせた。鎌倉幕府は赤坂城の大穴に見分けのつかない焼死体を20-30体発見し、これを楠木正成とその一族と思い込んで同年11月に関東へ帰陣した。
赤坂城には阿弖河荘の旧主湯浅宗藤（湯浅孫六入道定仏）が幕府によって配置され、その旧領である正成の領地を与えられた。一方、正成は赤坂城の落城後、しばらく行方をくらました。同年末、後醍醐方の護良親王から左衛門尉を与えられた。

#### 赤坂城の奪還、和泉・河内の制圧
元弘2年/元徳4年（1332年）4月3日（12月とする説もある）、正成は湯浅宗藤の依る赤坂城を襲撃した。正成は赤坂城内に兵糧が少なく、湯浅宗藤が領地の阿弖河荘から人夫5、6百人に兵糧を持ち込ませ、夜陰に乗じて城に運び入れることを聞きつけ、その道中を襲って兵糧を奪い、自分の兵と人夫やその警護の兵とを入れ替え、空になった俵に武器を仕込んだ。楠木軍は難なく城内に入ると、俵から武器を取り出して鬨の声を上げ、城外の軍勢もまた同時に城の木戸を破った。これにより、湯浅宗藤は一戦も交えることなく降伏し、正成は赤坂城を奪い返した。
楠木勢は湯浅氏を引き入れたことで勢いづき、瞬く間に和泉・河内を制圧し、一大勢力となった。そして、5月17日には摂津の住吉・天王寺に進攻し、渡部橋より南側に布陣した。京には和泉・河内の両国から早馬が矢継ぎ早に送られ、正成が京に攻め込む可能性があると知らせたため、洛中は大騒ぎとなった。このため、六波羅探題は隅田・高橋を南北六波羅の軍奉行とし、5月20日に京から5千の軍勢を派遣した。
5月21日、六波羅軍は渡部橋まで進んだが、渡部橋の南側に楠木軍は300騎しかおらず、兵らは我先にと川を渡ろうとした。だがこれは正成の策略で、前日に主力軍は住吉、天王寺付近に隠して 2,000余騎の軍勢を三手に分けており、わざと敵に橋を渡らせてから流れの深みに追い込み、一気に雌雄を決すという作戦であった。正成は敵の陣形がばらけたところで三方から攻め立て、大混乱に陥った敵は大勢が討たれ、残りは命からがら京へと逃げ帰った。

#### 「坂東一の弓取り」宇都宮との駆け引き
その後、六波羅は隅田、高橋の敗北を見て、武勇で誉れ高い宇都宮高綱（のち公綱）に正成討伐を命じ、7月19日に宇都宮は京を出発した。宇都宮は天王寺に布陣したが、その軍勢は600-700騎ほどであった。
和田孫三郎は正成に戦うことを進言したが、正成は宇都宮が坂東一の弓取りであること、そして紀清両党の強さを「戦場で命を捨てることは、塵や芥よりも軽いもの」と評してその武勇を恐れ、「良将戦わずして勝つ」と述べた。その後、夜にあちこちの山で松明を燃やし、宇都宮がいつ攻めてくるのかわからないような不安に陥らせ、三日三晩これを行った。
7月27日夜半、宇都宮がついに兵を京へ引くと、翌朝には正成が天王寺に入れ替わる形で入った。正成は天王寺に進出してからその勢いをさらに増したが、庶民に迷惑をかけてはならぬと部下には命じており、すべての将兵に礼を以て接したため、その勢いはさらに強大となった。
8月3日、楠木正成は住吉神社に馬3頭を献上し、翌日には天王寺に太刀と鎧一領、馬を奉納した。

#### 千早城の戦い

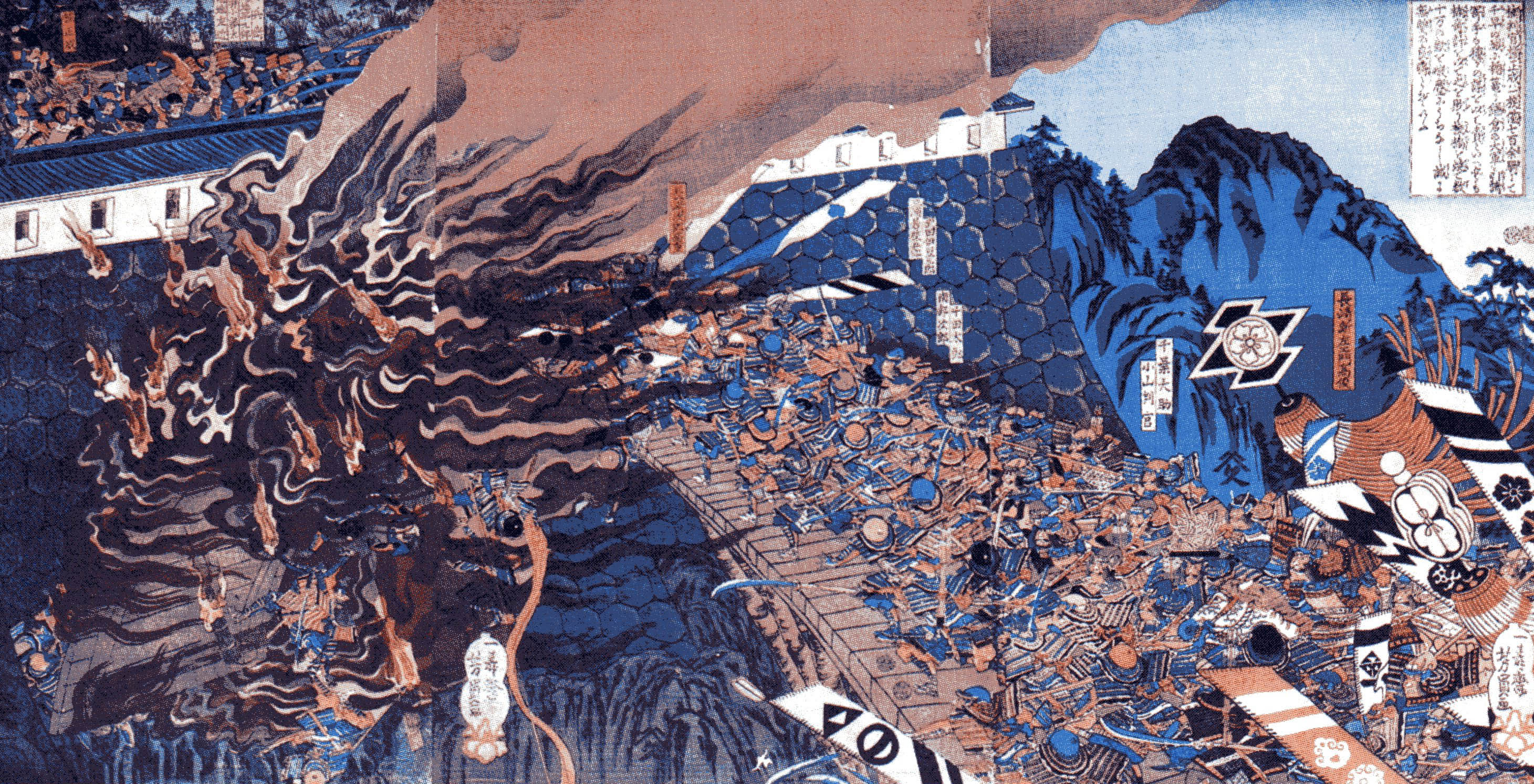
千早城合戦図（長梯子の計の場面が描かれている。湊川神社蔵、歌川芳員画）

やがて、北条高時は畿内で反幕府勢力が台頭していることを知り、9月20日に30万余騎の追討軍を東国から派遣した。これに対し、正成は河内国の赤坂城の詰めの城として、千早城をその背後の山上に築いた。正成は金剛山一帯に点々と要塞を築きその総指揮所として千早城を活用し、千早城、上赤坂城、下赤坂城の3城を以て幕府に立ち向かうことにした。
元弘3年/正慶2年（1333年）2月以降、正成は赤坂城や金剛山中腹に築いた千早城で幕府の大軍と対峙し、ゲリラ戦法や落石攻撃、火計などを駆使して幕府の大軍を相手に一歩も引かず奮戦した（千早城の戦い）。正成は後醍醐天皇が隠岐島に流罪となっている間、大和国（奈良県）の吉野などで戦った護良親王とともに幕府勢力に果敢に立ち向かい、同年閏2月に後醍醐天皇は隠岐を脱出した。
幕府の軍勢が千早城に釘付けになっている間、正成らの活躍に触発されて各地に倒幕の機運が広がり、赤松円心ら反幕勢力が挙兵した。5月7日には足利高氏（のち尊氏）が六波羅を攻め落とし、京から幕府勢力は掃滅された。5月10日、六波羅陥落の報が千早城を包囲していた幕府軍にも伝わり、包囲軍は撤退し、楠木軍の勝利に終わった。
そして、5月22日に新田義貞が鎌倉幕府を滅ぼしたが、その挙兵は正成の奮戦に起因するものであった。正成の討伐にあたって膨大な軍資金が必要となった幕府はその調達のため、新田荘に対して6万貫もの軍資金をわずか5日で納入するように迫り、その過酷な取り立てに耐え切れなくなった義貞が幕吏を殺害・投獄して反旗を翻したのである。
正成は後醍醐天皇が京へ凱旋する際、6月2日に兵庫で出迎え、道中警護についた。天皇が兵庫を出発して以降、正成はその行列の先陣を務め、その後陣には畿内の軍勢7千騎を引き連れていた。

### 建武の新政

#### 足利方との戦い
後醍醐天皇の建武の新政が始まると、正成は記録所寄人、雑訴決断所奉行人、検非違使、河内・和泉の守護、河内守（国司）となる。また、そのほかにも河内新開荘、土佐安芸荘、出羽屋代荘、常陸瓜連など多くの所領を与えられた。正成は建武の新政において後醍醐天皇の絶大な信任を受け、結城親光、名和長年、千種忠顕とあわせて「三木一草」と併称され、「朝恩に誇った」とされる。
だが、建武元年（1334年）冬、正成が北条氏残党を討つために京を離れた直後、護良親王が謀反の嫌疑で捕縛され、足利尊氏に引き渡された。その直後、正成は建武政権の役職の多くを辞職したとされることから、正成は護良親王の有力与力であったと見られている。
建武2年（1335年）、中先代の乱を討伐に向かった尊氏が、鎌倉で新政に離反した。追討の命を受けた義貞は12月に箱根・竹ノ下の戦いで尊氏に敗れて京へと戻り、これを追う尊氏は京へ迫った。
だが、翌年1月13日に北畠顕家が近江坂本に到着すると、正成は義貞や顕家と合流し、連携を取って反撃を仕掛けた。28日、正成は義貞、顕家、名和長年、千種忠顕らと共に京都へ総攻撃を仕掛ける。この合戦は30日まで続いた。この合戦の結果、尊氏は京都を追われ、後醍醐帝が京都を奪還する。
合戦は正成の策略と奇襲によって後醍醐帝らの勝利に終わり、京都の奪還には成功したものの、尊氏、直義兄弟ら、足利軍の主要な武将の首級を挙げることはできなかった。敗走する足利軍は丹波を経由して摂津まで逃れたが、2月11日に正成は義貞、顕家とともに摂津豊島河原（大阪府池田市・箕面市）の戦い（豊島河原合戦）で足利方を京から九州へ駆逐する。

#### 朝廷との確執

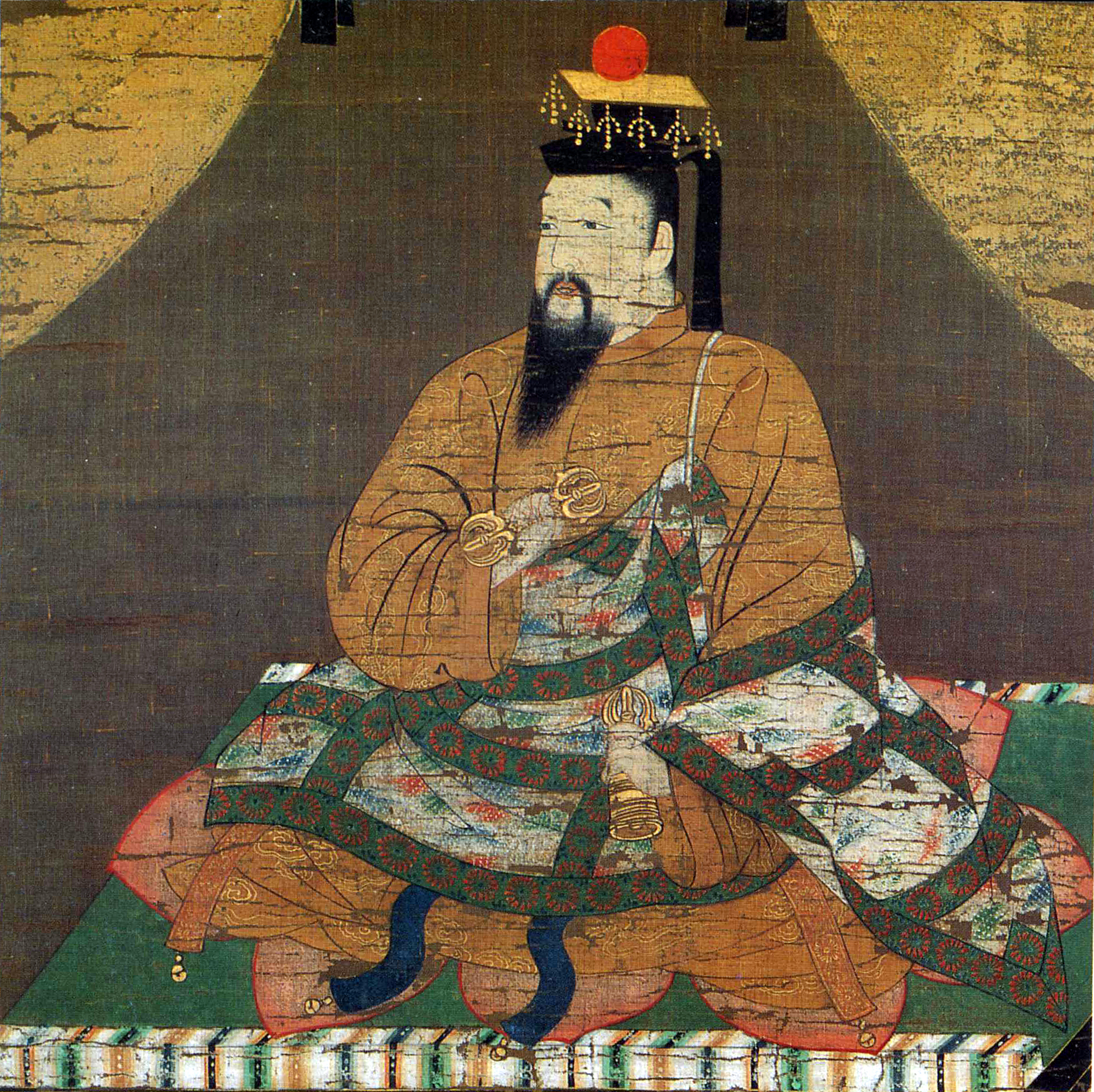
後醍醐天皇像（清浄光寺蔵）

『梅松論』には、後醍醐帝の軍勢が足利軍を京都より駆逐したことに前後して、正成が新田義貞を誅伐して、その首を手土産に足利尊氏と和睦するべきだと天皇に奏上したという話がある。その根拠として、確かに鎌倉を直接攻め落としたのは新田義貞だが、鎌倉幕府倒幕は足利尊氏の貢献によるところが大きい。さらに義貞には人望、徳がないが、足利尊氏は多くの諸将からの人望が篤い、九州に尊氏が落ち延びる際、多くの武将が随行していったことは尊氏に徳があり、義貞に徳がないことの証である、というものであった。
正成のこの提案は、『梅松論』にしか記載されておらず、事実かどうかは不明である。しかし、歴戦の武将であり、ゲリラ戦で相手を翻弄する手段を得意とし洞察力に長けた正成は純粋に武将としての器量として、義貞よりも尊氏を高く評価していた。加えて、義貞と正成は、相性があまりよくなかったといわれる。義貞は京都の軍勢を構成する寺社の衆徒や、その他畿内の武士達とは関係が薄く、『太平記』などに描かれる義貞は、鎌倉武士こそを理想の武士とする傾向があり、彼らへの理解に乏しかった。河内国などを拠点に活動する正成は、この点において、義貞と肌が合わなかったと考えられる。一方で、尊氏は寺社への所領寄進などを義貞よりも遥かに多く行っていて、寺社勢力や畿内の武士との人脈も多かった。義貞よりも尊氏の方が理解できる、尊氏の方に徳があると正成が判断してもおかしくはないと考えられている。
この提案は、天皇側近の公家達には訝しがられ、また鼻で笑われただけであり、にべもなく却下されてしまった。
義貞は、播磨国の白旗城に篭城する足利方の赤松則村（円心）を攻めている間に時間を空費し、延元元年/建武3年（1336年）4月に尊氏は多々良浜の戦いで九州を制覇して態勢を立て直すと、京都奪還をめざして東進をはじめた。尊氏は高師直らと博多を発ち、備後国の鞆津を経て、四国で細川氏・土岐氏・河野氏らの率いる船隊と合流して海路を東進し、その軍勢は10万を越していた。一方、義貞の軍勢はその数を日ごとに減らし、5月13日に兵庫（現・兵庫県神戸市中央区・兵庫区）に到着した時には2万騎を切っていた。

### 兵庫への下向と決戦前夜

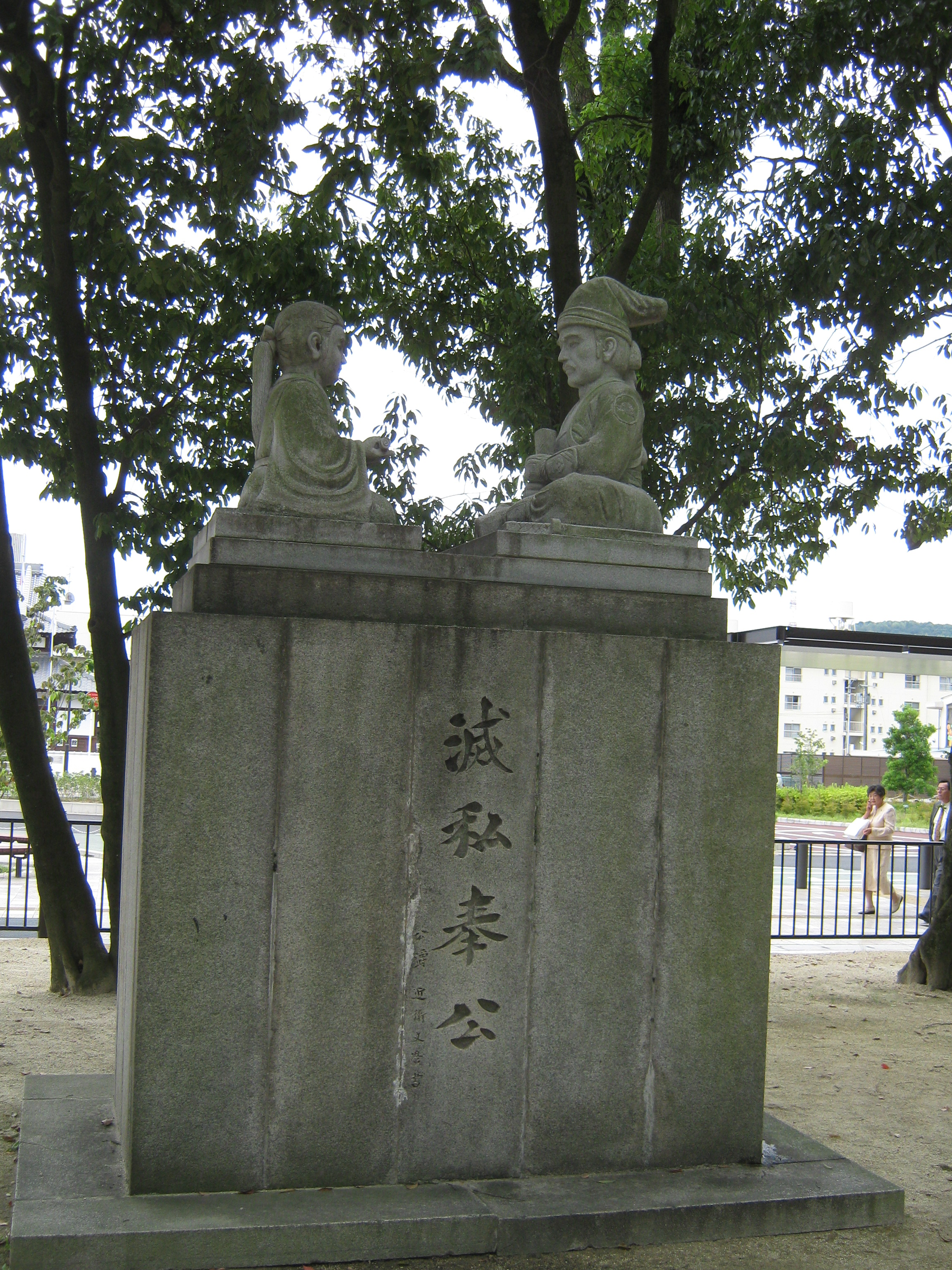
桜井駅跡にある楠公父子別れの石像（大阪府三島郡島本町）

絶望的な状況下、義貞の麾下で京都を出て戦うよう出陣を命じられ、5月16日には正成は京から兵庫に下向した。
『太平記』西源院本によれば、後醍醐や公卿に「京中で尊氏を迎え撃つべき」という自身の進言が聞き入れられなかったことに対し、「討死せよとの勅命を下していただきたい」と発言しており、開き直った正成の悲痛な言葉や不満を伝えている。
道中、正成は息子の正行に「今生にて汝の顔を見るのも今日が最後かと思う」と述べ、桜井の宿から河内へ帰した。これが有名な楠木父子が訣別する桜井の別れであるが、史実であるかどうかは不明である。
『梅松論』には、正成が兵庫に下向する途中、尼崎において「今度は正成、和泉・河内両国の守護として勅命を蒙り軍勢を催すに、親類一族なほ以て難渋の色有る斯くの如し。況や国人土民等においておや。是則ち天下君を背けること明らけし。然間正成存命無益なり。最前に命を落とすべき（足利勢を迎え撃つため、正成は和泉や河内の守護として勅命により軍勢を催しても、親類・一族でさえ難色を示す。ましてや一般の国人・土民はついてきません。天下が天皇に背を向けたことは明確です。正成の存命は無益ですので、激しく戦って死にましょう）。」という旨を後醍醐に上奏したことが記されている。尊氏との戦争の勝敗が人心にあると考えていた正成は、世の中の人々が天皇や建武政権に背を向け、民衆の支持を得られていない状況では、敗北は必至であると考えていた。
24日、正成は兵庫に到着し、義貞の軍勢と合流した。正成は義貞と合流したのち会見し、義貞に朝廷における議論の経過を説明した。
『太平記』によると、その夜、義貞と正成は酌み交わし、それぞれの胸の内を吐露した。義貞は先の戦で尊氏相手に連敗を喫したことを恥じており、「尊氏が大軍を率いて迫ってくるこの時にさらに逃げたとあっては笑い者にされる。かくなる上は、勝敗など度外視して一戦を挑みたい」と内情を発露した。義貞は鎌倉を攻め落とすという大功を成し遂げたため、その期待から尊氏討伐における天皇方総大将という過重な重荷を担わされた。そのため、ずっと常に世間の注目を受けていて、それを酷く気にせざるを得ず、箱根竹下での敗北、播磨攻めへの遅参、白旗城攻略の失敗などについて、義貞は強い自責の念を感じていた。
正成はこの義貞の心中の吐露に対して、「他者の謗りなど気にせず、退くべき時は退くべきであるのが良将の成すべきことである。北条高時を滅ぼし、尊氏を九州に追いやったのは義貞の武徳によるものだから、誰も侮るものはいない」といい、玉砕覚悟の義貞を慰めると同時にたしなめた。正成の説得で義貞の顔色は良くなり、夜を通しての彼らの物語に数杯の酒が興を添えた、と『太平記』は語っている。
しかし、正成は周囲の悪評や恥にばかり固執して勝敗を度外視した一戦を挑もうとする義貞の頑迷さに、同情したが同時に落胆もしたのではないか、と峰岸純夫は分析している。いずれにせよ、正成にとっては義貞と酌み交わした夜が最後の夜となった。

### 湊川の戦いと最期

湊川の戦いにおける布陣

25日の辰刻（午前8時頃）、楠木・新田連合軍は足利軍と海を挟んで湊川で対峙した（湊川の戦い）。
山本隆志によれば、『梅松論』などから判断する限り、実際のこの戦いはそこまで大きな兵力差があった訳ではなく、細川定禅が率いる水軍の陽動と、それに乗った義貞の失策、その機をうまく突いて新田軍と楠木軍を分断させた足利兄弟の戦術的勝利という面が大きいという。
戦いに敗北した正成は、弟の楠木正季と刺し違えて最期を遂げたと伝わる。正成と正季の死に関しては『太平記』（二）巻第十六「正成兄弟討死事」に述べられている。敗走して手勢の少なくなった楠木勢73人は民家に駆け込み、六間の客殿に二列に並んで座り十念を唱えながら自害した。享年43歳。死に際に正成は正季に九界のうちどこに行くことを願うか問うと、正季は「七生マデ只同ジ人間ニ生レテ、朝敵ヲ滅サバヤトコソ存候へ」と答えた。

### 死後・子孫

#### 南北朝時代

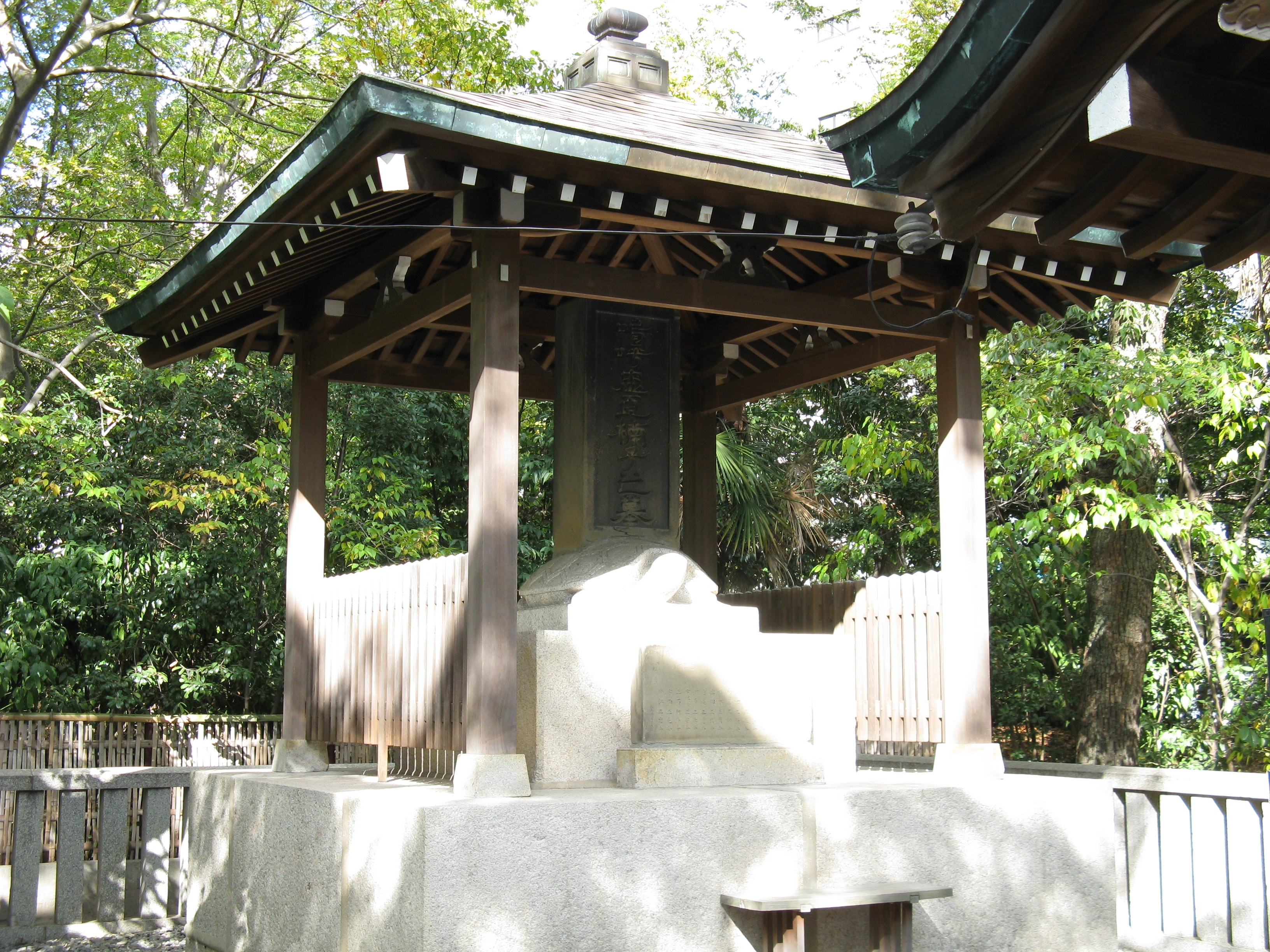
湊川神社にある墓碑（嗚呼忠臣楠子之墓）

湊川で自害した正成の首は足利方に回収され、六条河原に梟首された。だが、正成の首を見た人々は、延元元年/建武3年（1336年）初頭にも偽の首が掲げられたこともあって、その首が本物か疑ったという。その後、尊氏は残された家族を気遣い、正成の首を故郷である河内に送り返した。
息子の正行（後世「小楠公」と称される）を筆頭に、正時、正儀らも正成と同じく南朝方として戦い、正行と正時は四條畷の戦いで激戦の末に戦死している。正儀は南朝の参議に登りつめ、（橘氏出身の自称は怪しいとはいえ）約400年ぶりの橘氏公卿となっている。孫の正勝は南北朝合一（明徳の和約）後も北朝に降らず、応永の乱で反幕府側として参戦し、その時の傷が元で死亡している。伝説では、正勝は「虚無」という普化宗の高僧となり、虚無僧や尺八を広めたとされる。また、彼らの子孫も後南朝に属して、北朝を擁する室町幕府と戦った。

#### その後

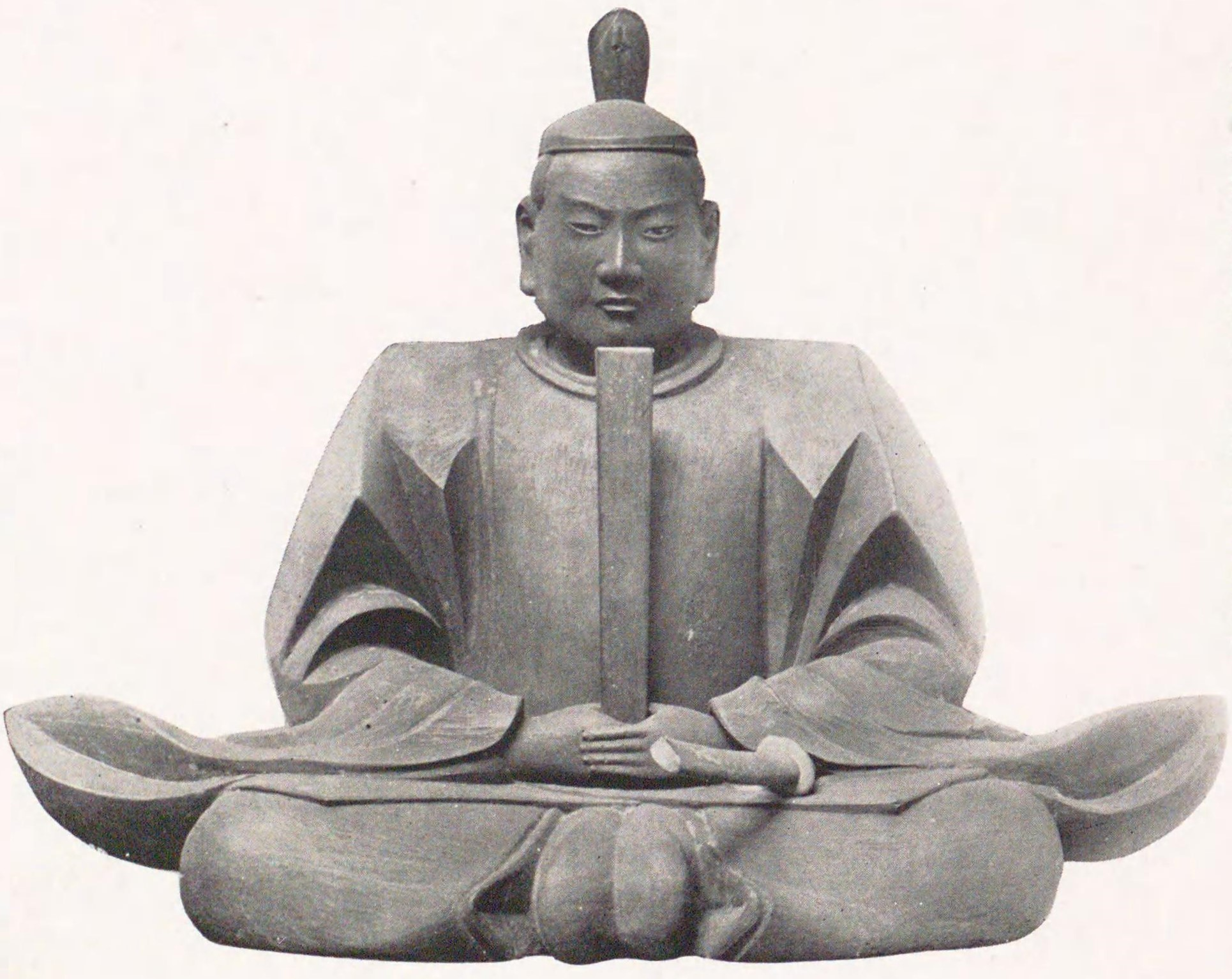
大阪府南河内郡千早赤阪村・南木神社所蔵の楠木正成木像。同社は1337年（延元2年）に後醍醐天皇により創建されたと伝わり、正成を祀る最古の神社である。

南北朝の争いが北朝側の勝利に終わると、南朝側に尽くして死んだ正成は朝敵とされてしまった。だが、永禄2年（1559年）11月20日、正成の子孫と称した楠木正虎が朝敵の赦免を嘆願し、正親町天皇の勅免を受けて正成と楠木氏は朝敵でなくなった。ただし、この時点では「先祖である朝敵・正成の非を子孫が深く悔いたから」許されたという形式になっており、正成に非があるとする汚名の返上にまでは至らなかった。
室町時代の禅僧一休宗純が正成の曾孫という説がある。
一休宗純は後小松天皇の落胤とされ母は南朝方の官女でその父親は楠木正澄。
正澄の父は楠木正成の三男で南朝の参議楠木正儀である。明徳の和約(南北朝合一)により楠木正澄娘は官女として官職に入り後小松天皇の寵愛を受けたが皇位継承を妬む北朝方の讒言にあい一休宗純を連れ朝廷を追われることとなった。
楠木氏嫡流と言われた伊勢楠木氏は、伊勢国の金場（亀山市関町金場）や楠城を根城とする北勢四十八家楠氏として土豪になり、
また第2代当主正重が千子村正の門下に入って刀工になるなど細々と活動を行っていた。
しかし、第7代当主楠木正具が1576年天王寺の戦いで戦死、次いで第8代当主楠木正盛（盛信とも）が1584年小牧・長久手の戦い加賀野井城で戦死したことで絶えた。
刀工としては正重のほか千子正真、坂倉正利、雲林院政盛など千子派の名工を輩出し大いに栄えた。
木俣氏（木俣守勝など。維新後は木俣男爵家）は伊勢楠木氏の傍系（ただし、守勝の後を養子が継いだ為、血筋では繋がっていない）。またアラビア石油創業者山下太郎や、伊勢高楠家（仏教学者高楠順次郎が婿入りした家）が第7代当主正具の後裔を称する。
明治政府は、南朝の功臣の子孫にも爵位を授けるため、正成の子孫を探した。正成の末裔を自称する氏族は全国各地に数多く存在したが、直系の子孫であるかという確かな根拠は確認することができなかった。このため、新田氏、菊池氏、名和氏の子孫等は男爵に叙せられたが、楠木氏には爵位が与えられなかった。その後、下記の大楠公600年祭を前後して楠木氏の子孫が確認され、湊川神社内に楠木同族会が組織されて現在に至っている。初代会長は、伊勢楠木氏傍系子孫とされるアラビア石油創業者の山下太郎である。

## 年表
比較をわかりやすくするため、より歴史的事実に近いと思われる記述と、『太平記』によって世間に流布している記述を並列して示す。『太平記』が出典である場合、「出典」欄には巻数から記す。『太平記』章名は原則として天正本、そのため流布本と違う場合がある。『太平記』は月日の錯誤が多く、特に元弘2年（1332年）の正成再挙兵を8ヶ月も前倒ししている。ただし、元弘の乱の始期と終期（鎌倉幕府滅亡）、正成の命日は他の文献と一致する。
| 和暦             | 西暦   | 日付                                                             | 内容                                                                       | 『太平記』                                                     | 出典                                                                          |
| ---------------- | ------ | ---------------------------------------------------------------- | -------------------------------------------------------------------------- | -------------------------------------------------------------- | ----------------------------------------------------------------------------- |
| 元亨2年          | 1322年 | 不明                                                             | 北条高時・六波羅の命で渡辺右衛門尉・保田荘司・越智四郎討伐。保田荘を得る。 |                                                                | 『鎌倉将軍家譜』 『高野春秋編年輯録』                                         |
| 不明             | 不明   | 後醍醐天皇主宰宋学研究会に入り、乱の前から知遇・信任を得る（？） |                                                                            | 『増鏡』 自筆の書体など                                        |                                                                               |
| 元徳2年          | 1330年 | 9月17日                                                          | 世良親王薨去。遺言で臨川寺へ若松荘寄贈。正成が荘の管理に関わる（？）       |                                                                | 『臨川寺領等目録』                                                            |
| 元弘元年/元徳3年 | 1331年 | 8月27日                                                          | 後醍醐天皇が倒幕のため笠置山に入城。元弘の乱開始。                         | 後醍醐天皇が倒幕のため笠置山に入城。元弘の乱開始。             | 『法隆寺別当次第』 巻3「先帝笠置臨幸の事」                                    |
|                  |        | 8月末                                                            |                                                                            | 笠置山上で後醍醐天皇と初めて邂逅する。                         | 巻3「先帝笠置臨幸の事」                                                       |
|                  |        | 9月11日                                                          |                                                                            | 赤坂城の戦い。正成挙兵の報が六波羅探題に届く。                 | 巻3「六波羅勢笠置を責むる事」                                                 |
|                  |        | 9月14日                                                          | 赤坂城の戦いが遅くともこの日までに開始。幕府本軍未着、小規模な攻城戦。     |                                                                | 『和田文書』                                                                  |
|                  |        | 9月                                                              | 和泉国守護代、臨川寺若松荘を「悪党楠木兵衛尉」領とし、年貢等没収。         |                                                                | 『臨川寺領等目録』                                                            |
|                  |        | 9月                                                              | 尊良親王と大塔宮（護良親王）が笠置山から下赤坂城に逃げる。                 |                                                                | 『増鏡』                                                                      |
|                  |        | 9月27日                                                          | 笠置山陥落、後醍醐天皇捕縛。正成の下赤坂城が最後の砦となる。               |                                                                | 『光厳院宸記』                                                                |
|                  |        | 10月3日                                                          | 尊良親王は、幕軍総攻撃前に下赤坂城から脱出するが途中で捕縛される。         |                                                                | 『増鏡』                                                                      |
|                  |        | 不明                                                             |                                                                            | 鎌倉軍30万が、上洛はせず直接下赤坂城攻略へ。                   | 巻3「六波羅北方皇居の事」                                                     |
|                  |        | 10月15日                                                         | 大仏貞直や足利高氏ら幕府正規軍全4軍が、京から下赤坂城に向けて出陣。        |                                                                | 『光明寺残篇』10月15日条                                                      |
|                  |        | 10月18日                                                         | 幕軍が攻城戦に苦戦する様子が光厳天皇に伝わる。                             |                                                                | 『光厳院宸記』                                                                |
|                  |        | 10月21日                                                         | 下赤坂城落城。正成は撤退後、潜伏。元弘の乱は一旦沈静化する。               |                                                                | 『鎌倉年代記』裏書                                                            |
|                  |        | 11月13日                                                         | 京にまだ不穏な雰囲気が漂っていることを光厳天皇が嘆く。                     |                                                                | 『光厳院宸記』元弘元年11月13日条                                              |
|                  |        | 11月21日                                                         | 京にはまだ陰謀がくすぶり、公家から武士まで物々しい雰囲気にあった。         |                                                                | 『光厳院宸記』元弘元年11月21日条                                              |
| 元弘2年/元徳4年  | 1332年 | 1月17日                                                          | 後醍醐天皇が幽閉から脱出を試みて捕らえられたという噂が流れる。             |                                                                | 『光厳院宸記』元弘2年1月17日条                                                |
|                  |        | 3月3日                                                           | 世情不安のため、光厳天皇が御幸を取りやめる。                               |                                                                | 『光厳院宸記』元弘2年3月3日条                                                 |
|                  |        | 3月7日                                                           | 後醍醐天皇が隠岐に流される。                                               |                                                                | 『花園天皇宸記』                                                              |
|                  |        | 3月8日                                                           |                                                                            | 後醍醐天皇が隠岐に流される。                                   | 巻4「先帝隠岐国へ遷幸の事」                                                   |
|                  |        | 4月3日                                                           |                                                                            | 再挙兵、下赤坂城を攻略。湯浅定仏を降伏させる。                 | 巻6「和田楠打ち出での事」                                                     |
| 元弘2年/正慶元年 |        | 4月28日                                                          | 光厳天皇により、正慶に改元。後醍醐方は認めず。                             |                                                                |                                                                               |
|                  |        | 5月17日                                                          |                                                                            | 天王寺に布陣。                                                 | 巻6「和田楠打ち出での事」                                                     |
|                  |        | 5月20日                                                          |                                                                            | 六波羅探題5000騎が出京。                                       | 巻6「和田楠打ち出での事」                                                     |
|                  |        | 5月21日                                                          |                                                                            | 天王寺の戦い。六波羅探題7000騎を撃破。                         | 巻6「和田楠打ち出での事」                                                     |
|                  |        | 5月22日                                                          |                                                                            | 六波羅探題を嘲笑する狂歌が京で流行る。                         | 巻6「和田楠打ち出での事」                                                     |
|                  |        | 6月                                                              | 和泉国守護代の横暴に耐えかねた臨川寺が、訴状を後伏見上皇に提出。           |                                                                | 『臨川寺領等目録』                                                            |
|                  |        | 6月6日                                                           | 大塔宮が倒幕令旨を熊野山に出すが、断られた上、幕府に密告される。           |                                                                | 『光厳院宸記』                                                                |
|                  |        | 6月7日                                                           | 政情不安のため、祇園御霊会で兵具の使用が禁止される。                       |                                                                | 『花園天皇宸記』元弘2年6月7日条                                               |
|                  |        | 6月8日                                                           | 大塔宮が京に忍び込んでいるという噂がたち、六波羅が大捜査を行う。           |                                                                | 『花園天皇宸記』元弘2年6月条                                                  |
|                  |        | 6月26日頃                                                        | 伊勢国で反幕勢力が暴れた末、六波羅正規軍が来る前に熊野方面へ逃走。         |                                                                | 『光厳院宸記』                                                                |
|                  |        | 6月27日                                                          | 大塔宮が倒幕の令旨を和泉国松尾寺に出す。                                   |                                                                | 『和泉国松尾寺文書』                                                          |
|                  |        | 6月29日                                                          | 熊野の竹原八郎入道が大塔宮令旨を受け取ったと称して幕軍を襲撃。             |                                                                | 『光厳院宸記』                                                                |
|                  |        | 不明                                                             | 金剛山が築城の立地に良い事を大塔宮の情報で知る（後の千早城）。             |                                                                | 『保暦間記』                                                                  |
|                  |        | 不明                                                             | 12月の再挙兵までに兵衛尉から左衛門少尉に昇進。                             |                                                                | 『河内国天野山金剛寺文書』                                                    |
|                  |        | 7月19日正午                                                      |                                                                            | 幕軍宇都宮公綱出京。数日後、天王寺陥落。                       | 巻6「宇都宮天王寺発向の事」                                                   |
|                  |        | 7月27日夜半                                                      |                                                                            | 多勢に見せかけ、公綱を天王寺から撤退させる。                   | 巻6「宇都宮天王寺発向の事」                                                   |
|                  |        | 8月3日                                                           |                                                                            | 住吉大社に参詣寄進。                                           | 巻6「楠太子の未来記拝見の事」                                                 |
|                  |        | 8月4日                                                           |                                                                            | 天王寺に参詣寄進。聖徳太子『未来記』を読む。                   | 巻6「楠太子の未来記拝見の事」                                                 |
|                  |        | 8月                                                              | 大塔宮が、四条隆貞を介して高野山に倒幕令旨を出すも断られる。               |                                                                | 『高野春秋編年輯録』巻第10                                                    |
|                  |        | 11月15日                                                         | 正成はまだ生きているのではないか？という噂が京で流れ、恐慌が起きる。       |                                                                | 『花園天皇宸記』                                                              |
|                  |        | 12月2日                                                          | 恐慌を静めるため、京都で天下静謐を祈る十二社奉幣の儀が行われる。           |                                                                | 『中原師茂家記』                                                              |
|                  |        | 同日                                                             | 正成の動静が全く掴めないことに花園上皇が不安を示す。                       |                                                                | 『鎌倉遺文』41・31909号                                                       |
|                  |        | 12月5日                                                          | 六波羅が、大塔宮と正成に備えるため京都への参集命令を近畿に出す。           |                                                                | 『須田文書』                                                                  |
|                  |        | 12月某日                                                         | 潜伏から戻り再挙、下赤坂城を攻略。安田重顕や湯浅定仏らを降伏させる。       |                                                                | 『楠木合戦注文』                                                              |
|                  |        | 12月9日                                                          | 鎌倉幕府連署茂時と執権守時が、大塔宮と正成誅伐の命令を全国に出す。         |                                                                | 『和田文書』 『高野山文書』等々                                               |
|                  |        | 同日                                                             | 金剛寺へ戦勝祈願して貰ったことに対する礼状を書く。                         |                                                                | 『河内国天野山金剛寺文書』                                                    |
|                  |        | 同日                                                             | 芥川参集後、山崎に進出、幕将宇都宮高綱（公綱）と赤松円心に敗退。           |                                                                | 身延山所蔵『金剛集裏書』                                                      |
|                  | 1333年 | 12月15日                                                         | 忍頂寺に籠城していたが、高綱（公綱）の猛攻撃で陥落、逃走。                 |                                                                | 身延山所蔵『金剛集裏書』                                                      |
|                  |        | 12月19日                                                         | 紀伊国隅田荘を攻撃、数十人を討ち取られて敗北。                             |                                                                | 『紀伊葛原文書』                                                              |
|                  |        | 年末年始                                                         | 叡福寺北古墳周辺で一進一退の攻防を繰り広げ、戦いの最中に年をまたぐ。       |                                                                | 『鎌倉遺文41・31911』 『増鏡』『鎌倉遺文41・31911』                           |
| 元弘3年/正慶2年  |        | 1月5日                                                           | 河内国甲斐荘安満見で井上入道を撃破。                                       |                                                                | 『楠木合戦注文』                                                              |
|                  |        | 同日                                                             | 大塔宮の令旨を久米田寺に届ける。                                           |                                                                | 『久米田寺文書』                                                              |
|                  |        | 1月8日                                                           | 幕軍が、正成は潜伏中に千早城という要塞を築いていたことに気付く。           |                                                                | 『真乗院文書』                                                                |
|                  |        | 1月14日                                                          | 河内国野田で野田某を撃破。                                                 |                                                                | 『楠木合戦注文』                                                              |
|                  |        | 同日                                                             | 池尻を蹂躙、丹南で河内国守護代の城を攻め撃破、逃げる敵を丹下まで追撃。     |                                                                | 『楠木合戦注文』                                                              |
|                  |        | 同日                                                             | 続けて丹下で丹下入道西念を駆逐して恭順させ、花田で地頭俣野彦太郎を破る。   |                                                                | 『楠木合戦注文』                                                              |
|                  |        | 同日                                                             | 和泉北境に進出、国府で和泉守護阿保国清を、大鳥庄で地頭の田代・成田を撃破。 |                                                                | 『楠木合戦注文』                                                              |
|                  |        | 1月15日                                                          | 和泉郡陶器荘に侵入。その破竹の勢いに敵対地頭たちは自邸に放火して潰走。     |                                                                | 『楠木合戦注文』                                                              |
|                  |        | 同日夜                                                           | 和泉国堺にて幕軍を撃破。                                                   |                                                                | 『道平公記』                                                                  |
|                  |        | 1月15日頃                                                        | 六波羅探題の竹井と有賀が天王寺に城郭を構え陣を敷く。                       |                                                                | 『楠木合戦注文』                                                              |
|                  |        | 1月19日                                                          | 天王寺の戦い。朝10時から14時間続く死闘の末勝利。21日まで同地に駐留。       |                                                                | 『楠木合戦注文』                                                              |
|                  |        | 1月21日                                                          | 播磨の赤松円心が反幕に転じ苔縄城に挙兵。                                   |                                                                | 『毛利文書』 毛利文書1510『城頼連軍忠状』 『続史愚抄』                        |
|                  |        | 1月22日午前                                                      | 幕将宇都宮高綱（公綱）出陣。入れ替わりで正成撤退の報が京に届く。           |                                                                | 『道平公記』正慶2年1月22日条                                                  |
|                  |        | 1月23日                                                          | 高綱500騎が天王寺到着・制圧。赤坂城への斥候12名が正成に捕縛される。        |                                                                | 『楠木合戦注文』                                                              |
|                  |        | 1月28日                                                          |                                                                            | 幕軍が吉野・赤坂・金剛山へ。赤坂に阿曽治時8万騎。              | 巻3「東国勢赤坂の城を攻むる事」                                               |
|                  |        | 1月29日                                                          | 幕将二階堂貞藤が上洛。幕府は総攻撃の準備を着々と進める。                   |                                                                | 『道平公記』1月29日条                                                         |
|                  |        | 2月2日                                                           | 高綱が帰京し、天王寺駐留部隊は佐々木時信らに交代。                         |                                                                | 『楠木合戦注文』                                                              |
|                  |        | 同日                                                             | 吉野執行（金峯山寺実務代表）の首級を挙げる。湯浅一党も幕軍を遊撃。         |                                                                | 『楠木合戦注文』                                                              |
|                  |        | 同日                                                             |                                                                            | 幕将阿曽治時が赤坂城に総攻撃。数十日耐える。                   | 巻3「人見本間討死の事」                                                       |
|                  |        | 2月7日                                                           | 大塔宮、倒幕令旨を九州各地に発布。                                         |                                                                | 『筑後三原文書』原田種昭宛令旨                                                |
|                  |        | 2月19日                                                          | 大塔宮、倒幕令旨を松尾寺に再発布。松尾寺軍は後に千早城の戦いに推参。       |                                                                | 『和泉国松尾寺文書』                                                          |
|                  |        | 2月20日以前                                                      | 伊予で忽那重清・土居通増・得能通綱らが挙兵。                               |                                                                | 『忽那一族軍忠次第』 『鎌倉遺文41・31994』                                    |
|                  |        | 2月21日                                                          | 大塔宮、倒幕令旨を西海道15ヶ国に発布。                                     |                                                                | 『大山寺文書』大山寺衆徒宛令旨                                                |
|                  |        | 2月22日                                                          | 幕将阿曽治時・長崎高貞が上赤坂城に総攻撃。                                 |                                                                | 『楠木合戦注文』                                                              |
|                  |        | 2月24日                                                          |                                                                            | 幕将二階堂貞藤が吉野山攻略。千早城攻城部隊に合流。             | 巻3「出羽入道道蘊芳野を攻むる事」                                             |
|                  |        | 2月27日                                                          | 千早城の戦いが始まる。                                                     |                                                                | 『楠木合戦注文』                                                              |
|                  |        | 2月30日                                                          | 幕府が東大寺に増援を要請する。                                             |                                                                | 『前田侯文書』                                                                |
|                  |        | 閏2月1日                                                         | 幕将二階堂貞藤が吉野山攻略。                                               |                                                                | 『真遍言上状』 唐招提寺蔵『梵網述迹抄』第5下奥書                              |
|                  |        | 同上                                                             | 上赤坂城陥落。平野将監以下30人が投降。楠木正季は千早城へ逃れる。           |                                                                | 『楠木合戦注文』 『門葉記』                                                   |
|                  |        | 同上                                                             | 「くすの木の（略）」の落首が京で流行り、二条道平の耳に入る。               |                                                                | 『道平公記』                                                                  |
|                  |        | 閏2月11日                                                        | 伊予反幕軍が府中城宇都宮貞宗を攻撃。さらに長門探題北条時直を撃破。         |                                                                | 『忽那一族軍忠次第』 『鎌倉遺文41・32068』                                    |
|                  |        | 同日                                                             | 正成、千早城陣中より安芸国の反幕軍と連絡を取る（？）                       |                                                                | 『忽那開発記』                                                                |
|                  |        | 閏2月23日夜                                                      |                                                                            | 後醍醐天皇が隠岐を脱出。                                       | 巻7「土居得能河野旗を挙ぐるの事」                                             |
|                  |        | 閏2月24日                                                        | 後醍醐天皇が隠岐を脱出。同日中に伯耆国に到着。                             |                                                                | 『皇年代略記』 『元弘日記裏書』                                               |
|                  |        | 閏2月26日                                                        | 伯耆国の名和長年が後醍醐天皇を奉じて船上山で挙兵。                         |                                                                | 『元弘日記裏書』                                                              |
|                  |        | 3月4日                                                           |                                                                            | 幕軍の長梯子の計を撃退。                                       | 巻6「諸国の兵知和屋へ発向の事」                                               |
|                  |        | 3月5日                                                           | 幕軍の千早城大攻勢を敗退させる。                                           |                                                                | 『続史愚抄』                                                                  |
|                  |        | 3月11日                                                          | 伊予反幕軍が長門探題北条時直を再度撃破。幕府は瀬戸内海の管制を失う。       |                                                                | 『鎌倉遺文41・32068』『博多日記』                                             |
|                  |        | 3月13日                                                          | 菊池武時が九州で挙兵、鎮西探題と戦うも戦死。                               |                                                                | 『菊池武朝申状』                                                              |
|                  |        | 3月22日                                                          | 「金剛山（千早城）は未だ破れず」の報が九州鎮西探題に届く。                 |                                                                | 『博多日記』                                                                  |
|                  |        | 3月23日                                                          | 紀伊国方面でも幕軍と反幕軍の戦いが続く。                                   |                                                                | 『紀伊続風土記』                                                              |
|                  |        | 4月3日                                                           | 赤松円心ら、一度目の京都総攻撃を仕掛ける。                                 |                                                                | 備後『因島文書』                                                              |
|                  |        | 4月4日                                                           | 千早城を近日中に（総攻撃して）落城させる予定の報が九州探題に届く。         |                                                                | 『博多日記』                                                                  |
|                  |        | 4月8日                                                           | 赤松円心ら、二度目の京都総攻撃を仕掛ける。                                 |                                                                | 備後『因島文書』                                                              |
|                  |        | 4月14日                                                          | 幕軍、千早城に再度攻撃を仕掛けるが敗退。                                   |                                                                | 『和田系図裏書』                                                              |
|                  |        | 4月19日                                                          | 大塔宮、松尾寺に供養と戦勝祈願の儀式を令旨で依頼する。                     |                                                                | 『和泉国松尾寺文書』                                                          |
|                  |        | 4月20日                                                          | 幕軍、千早城の櫓下の地面を掘り崩す作戦を決行。                             |                                                                | 『和田系図裏書』                                                              |
|                  |        | 4月21日                                                          | 千早城北部で幕軍と野伏の集団の戦いが起きる。                               |                                                                | 『和田文書裏書』                                                              |
|                  |        | 4月22日                                                          | 足利高氏（尊氏）が幕軍を離反し倒幕側につくことを決意する。                 |                                                                | 『正木文書』                                                                  |
|                  |        | 4月25日                                                          | 高氏が益田兼衡、島津貞久ら諸国に倒幕を促す。                               |                                                                | 『益田文書』『島津家文書』                                                    |
|                  |        | 4月27日                                                          | 幕軍総大将名越高家と副将足利高氏が上洛。高家、同日中に戦死。               | 幕軍総大将名越高家と副将足利高氏が上洛。高家、同日中に戦死。   | 『梅松論』 『林実広軍忠申状』 巻9「名越尾張守打死の事」                       |
|                  |        | 5月2日                                                           | 大塔宮軍が千早城攻城に参戦中の幕軍武将の本拠地を襲撃して悩ませる。         |                                                                | 『紀伊続風土記附録』                                                          |
|                  |        | 同日                                                             | 大塔宮、松尾寺に供養と戦勝祈願の儀式を令旨で再度依頼する。                 |                                                                | 『和泉国松尾寺文書』                                                          |
|                  |        | 5月7日                                                           | 足利高氏、赤松円心、千種忠顕ら反幕軍が京都六波羅政庁に総攻撃。             | 足利高氏、赤松円心、千種忠顕ら反幕軍が京都六波羅政庁に総攻撃。 | 『梅松論』上 『鎌倉遺文41・32087』 巻9「高氏篠村八幡に御願書の事」            |
|                  |        | 5月9日                                                           | 六波羅、五辻宮に退路を阻まれ集団自決。六波羅探題の滅亡。                   |                                                                | 『蓮華過去帳』                                                                |
|                  |        | 同日                                                             | 千早城の戦い終結。幕府軍撤退。                                             |                                                                | 『徴古雑抄』所載『和泉国松尾寺文書』                                          |
|                  |        | 5月10日早朝                                                      |                                                                            | 千早城の戦い終結。幕府軍撤退。                                 | 巻9「番馬にて腹切る事」                                                       |
|                  |        | 5月22日                                                          | 鎌倉で東勝寺合戦。新田義貞により鎌倉幕府滅亡。元弘の乱終結。               | 鎌倉で東勝寺合戦。新田義貞により鎌倉幕府滅亡。元弘の乱終結。   | 東勝寺寺輪銘 巻10「高時一門已下東勝寺にて自害の事」                           |
|                  |        | 6月2日                                                           |                                                                            | 後醍醐天皇兵庫出立、正成を労い、凱旋の先導役を任せる。         | 巻11「楠正成兵庫に向ひ供奉する事」                                            |
|                  |        | 6月5日                                                           | 後醍醐天皇が京都に凱旋。建武の新政。                                       |                                                                | 『公卿補任』『皇年代略記』『五大成』                                          |
|                  |        | 6月6日                                                           |                                                                            | 後醍醐天皇が京都に凱旋。建武の新政。                           | 巻11「楠正成兵庫に向ひ供奉する事」                                            |
|                  |        | 8月5日                                                           | 河内・摂津の国司に任じられる。                                             |                                                                |                                                                               |
|                  |        | 10月28日                                                         | 朝廷に師の観心寺瀧覚坊を推挙、宮中で祈祷開催。また心中を師に相談。         |                                                                | 自筆書翰（『観心寺文書』）                                                    |
| 建武元年         | 1334年 | 2月                                                              | 従五位下に昇叙。検非違使の官位も安堵される。                               |                                                                | 『玉英記抄』                                                                  |
|                  |        | 5月18日                                                          | 決断所第三組成員および記録所寄人に任じられる。                             |                                                                | 『建武記』                                                                    |
|                  |        | 8月                                                              | 決断所拡充、第三組（畿内・山陽・山陰担当）から畿内限定担当となる。         |                                                                | 『雑訴決断所結番交名』                                                        |
|                  |        | 9月21日                                                          | 尊氏・長年らと共に石清水八幡宮行幸の警護役を担当。                         |                                                                | 『護国寺供養記』                                                              |
|                  |        | 9月23日                                                          | 佐々木時信不手際により、代わって東寺行幸警護を担当。                       |                                                                | 『東寺文書』                                                                  |
|                  |        | 11月12日                                                         | 紀伊国飯盛山反乱鎮圧に向かうが失敗、翌月斯波高経に将を交代。               |                                                                | 『新乗院文書』 『師茂記』所載『木本宗元軍忠状』                               |
|                  |        | 11月                                                             | 護良親王（大塔宮）が鎌倉に護送・幽閉される。                               |                                                                | 『梅松論』                                                                    |
| 建武2年          | 1335年 | 6月20日                                                          | 土地問題で興福寺から名指しで非難され、春日神木強訴をされる。               |                                                                | 『春日神社祐賢記』『建武二年六月記』                                          |
|                  |        | 6月22日                                                          | 西園寺公宗の謀反発覚、高師直と共同で謀反人を捕縛。                         |                                                                | 『建武二年六月記』                                                            |
|                  |        | 7月14日以前                                                      | 中先代の乱。北条時行らが反乱軍を挙兵。                                     |                                                                | 『市河文書』「市河助房等軍忠状」                                              |
|                  |        | 7月22日                                                          | 幽閉中の護良親王、鎌倉で殺害される。                                       |                                                                | 『梅松論』                                                                    |
|                  |        | 8月2日                                                           | 足利尊氏ら、中先代の乱鎮圧のため京から出陣。                               |                                                                | 『足利尊氏関東下向宿次・合戦注文』                                            |
|                  |        | 8月12日                                                          | この頃より京を離れ、来るべき動乱を予測して軍備を整える（？）               |                                                                | 決断書牒文                                                                    |
|                  |        | 8月25日                                                          | 法華経を書写。また遅くともこの頃までに従五位上に昇叙されていた。           |                                                                | 『法華経』自筆奥書                                                            |
|                  |        | 8月30日                                                          | 中先代の乱の鎮圧がこの頃までに完了し、尊氏が従二位に昇叙。                 |                                                                |                                                                               |
|                  | 1336年 | 11月19日                                                         | 延元の乱。朝廷と尊氏が決裂、尊良親王・新田義貞が出陣。正成は近畿に待機。   |                                                                | 『元弘日記裏書』                                                              |
|                  |        | 12月末                                                           | 足利軍が西進、正成も防備に当たる。                                         |                                                                |                                                                               |
| 建武3年          |        | 1月7日                                                           | 宇治を平等院を含めて焼き払い、焦土作戦を敢行する。                         | 宇治を平等院を含めて焼き払い、焦土作戦を敢行する。             | 『略年代記抄出』 巻14「諸国の朝敵蜂起の事」                                   |
|                  |        |                                                                  | 足利麾下畠山高国と宇治橋上で11日まで戦う。                                 |                                                                | 『天野文書』                                                                  |
|                  |        | 1月11日                                                          | 前日、天皇が比叡山に逃れたため、正成も東坂本（比叡山東麓）へ退却。         |                                                                | 『真乗院文書』                                                                |
|                  |        | 1月16日                                                          | 名和長年と共に西坂本（比叡山西麓、京都側）に出撃。                         |                                                                | 『真乗院文書』 『和田文書』和田助忠軍忠状 『三刀屋文書』三刀屋輔景軍忠状      |
|                  |        | 1月17日                                                          | 18日まで西坂本で武田信武らと交戦し、19日に八幡城まで追い返す。             |                                                                | 波多野景氏軍忠状                                                              |
|                  |        | 1月20日                                                          | 官軍・足利軍とで京都市街戦は膠着状態となる。                               |                                                                |                                                                               |
|                  |        | 1月27日                                                          | 決戦。初めは官軍有利に運ぶ。                                               | 決戦。斬新な陣形でただ800騎で上杉重能ら5万を撃退。             | 『梅松論』下 15「二十七日京合戦の事」                                         |
|                  |        | 同日                                                             | 官軍、足利軍細川定禅の猛反撃に合い、一時撤退。                             | 勝利しても寡兵では占拠継続不可と義貞に献策、一時撤退。         | 『梅松論』下 巻15「二十七日京合戦の事」                                       |
|                  |        | 1月28日申刻                                                      | 官軍、神楽岡から攻め、糺河原に陣を敷く尊氏と交戦。                         |                                                                | 『梅松論』下 『山田宗久軍忠状』『本田久兼申状』                               |
|                  |        | 同日夕                                                           | 足利軍、新田義貞によく似た首級を義貞本人と勘違いして祝う。                 | 偽首を用いた策謀を用い、足利軍の兵力を分散させる。             | 『梅松論』下 巻15「二十七日京合戦の事」                                       |
|                  |        | 1月29日                                                          | 両軍睨み合い、戦闘は一切行われなかった。                                   | 洛中最後の決戦、足利軍が京から追い出される。                   | 『梅松論』下 巻15「正月晦日合戦の事」                                         |
|                  |        | 1月30日                                                          | 洛中最後の決戦。正成、搦手として八面六臂の活躍、尊氏を京から撃退。         |                                                                | 『梅松論』下 『忽那重清軍忠状』 『和田助康軍忠状』 金剛寺蔵『釈論』禅恵の記入 |
|                  |        | 2月6日                                                           |                                                                            | 豊島河原の戦い。正成、迂回路から足利軍を奇襲し退ける。         | 巻15「薬師丸の事」                                                            |
|                  |        | 2月7日                                                           |                                                                            | 打出の戦い。官軍、足利軍を破り、九州まで撤退させる。           | 巻15「薬師丸の事」                                                            |
|                  |        | 2月10日                                                          | 打出の戦い。足利軍を猛追するも、夜半、突如撤退する。理由不明。             |                                                                | 『梅松論』下 『和田助康軍忠状』 『周布兼宗軍忠状』                            |
|                  |        | 2月11日                                                          | 豊島河原の戦い。新田義貞と共に足利軍を破り、九州まで撤退させる。           |                                                                | 『梅松論』下 『和田助康軍忠状』                                               |
| 延元元年/建武3年 |        | 2月29日                                                          | 延元に改元。足利方は認めず、建武の年号を継続。                             |                                                                |                                                                               |
|                  |        | 3月中下旬                                                        | 義貞が赤松円心の諸城を攻略する。                                           |                                                                | 『周布兼宗軍忠状』 『間三郎泰知軍忠状』                                       |
|                  |        | 4月                                                              | 足利軍が再挙兵し、九州から京へ向けて進軍。                                 |                                                                |                                                                               |
|                  |        | 5月18日                                                          | 義貞が赤松城から撤退する等、官軍が各方面で敗退する。                       |                                                                | 安芸国『田所（石井）氏系図』 『深堀系図證文記録』                             |
|                  |        | 5月                                                              |                                                                            | 桜井の別れ。嫡子正行との別離。                                 | 巻16「楠正成兄弟兵庫下向の事」                                                |
|                  |        | 5月25日                                                          | 湊川の戦い。敗北。自害。                                                   | 湊川の戦い。敗北。自害。                                       | 『梅松論』下 『広峰昌俊申状』 巻16「楠正成兄弟兵庫下向の事」                  |
| 興国3年/暦応5年  | 1342年 | 5月3日暮                                                         |                                                                            | 大森盛長らを襲う正成の怨霊が禅僧に退治される。                 | 巻23「伊予国より霊剣註進の事」                                                |
| 不明             |        |                                                                  | 一説に、南朝から正三位右近衛中将を追贈されたと伝わるが、疑問点が多い。     |                                                                | 『全休庵楠系図』 『太平記評判秘伝理尽鈔』                                     |
| 永禄2年          | 1559年 | 11月20日                                                         | 楠木正虎の活躍により楠木氏への勅免発行。正成の名誉回復には至らず。         |                                                                | 旧讃岐高松藩士楠氏家蔵文書                                                    |
| 元禄5年          | 1692年 | 8月12日                                                          | 徳川光圀が正成顕彰碑を建立企画、佐々宗淳が建設監督し、碑が落成。           |                                                                | 千巌宗般の記録                                                                |
| 明治5年          | 1872年 | 5月24日                                                          | 正成を主祭神とする湊川神社創建。                                           |                                                                |                                                                               |
| 明治13年         | 1880年 | 7月20日                                                          | 正一位追贈。                                                               |                                                                |                                                                               |

## 人物

### 故・菊池武時に戦功を譲る
『菊池武朝申状』（弘和4年（1384年）7月日）によれば、武朝の曽祖父の菊池武時が元弘の乱で戦死した後、その論功行賞の場で、正成は自らの功績を誇らず、他人である武時の功を強く推薦したという。曰く、元弘の乱では忠烈の者も労功の輩も多いが、みな生き長らえた者である。しかし、武時入道ひとりは勅諚によって落命した者である。忠厚第一とするのは当然ではないか、と論じた。そのため、正成の主張を後醍醐天皇は聴き入れたという。
上の「忠厚」という語については、平田俊春「楠公の戦死に関する学説について」（1940年）は「忠義」の意に解しているが、今井正之助「解説　正成討死をめぐる諸説と正成の出自」（2007年）は、『太平記』等の当時の諸書での用例を考えるなら、ここでいう「忠厚」とは「忠功」つまり（戦での）「功績」のことであろうと指摘している。

## 評価

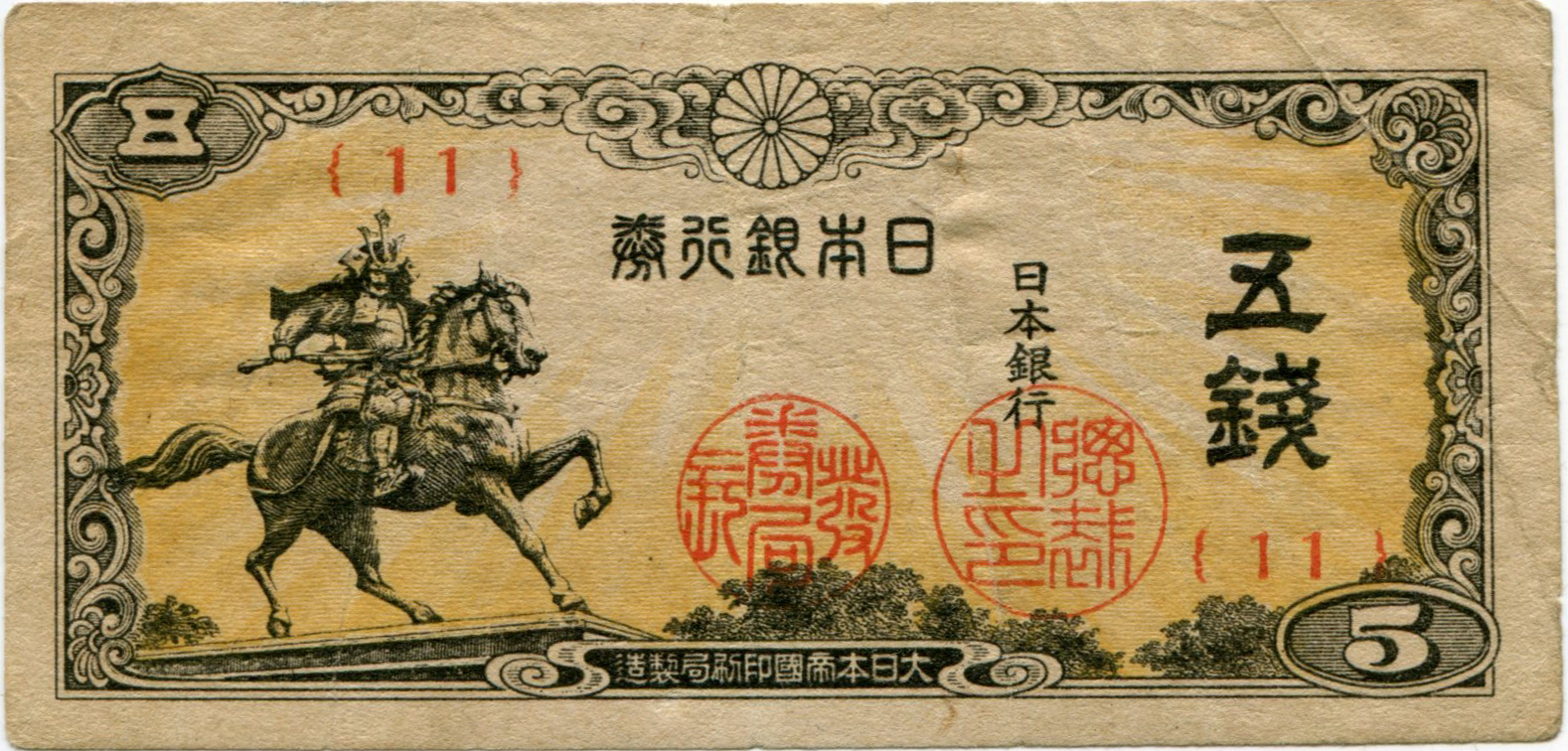
五銭紙幣（通称：楠公5銭券、1944年発行、1953年失効）

### 足利方からの評価
南朝寄りの古典『太平記』では正成の事跡は強調して書かれているが、足利氏寄りの史書である『梅松論』でも「深慮遠謀の勇士」であり、忠誠の人として描かれている。湊川の戦い前に正成が尊氏との講和を説いたが容れられず、死を覚悟した描写では「敵も御方も惜しまぬ人ぞなかりける」と称賛している。

### 軍事面
今日でいうゲリラ戦法を得意とした正成の戦法は、江戸時代に楠木流の軍学として流行し、正成の末裔と称した楠木正辰（楠木不伝）の弟子だった由井正雪も南木流軍学を講じていた。その他、応仁の乱前後から正成著と称する偽書の軍学書が多く作られ、伊藤博文も偽書の一つ『雑記』の古本を秘蔵し、のち末松謙澄子爵が入手して称賛しており、室町時代から明治初期に至るまで影響は大きかった。
楠木正成は、既に古典『太平記』巻16「楠木正成兄弟以下湊川にて自害の事」において、三徳兼備の和朝最大の武将として評価されている。南北朝分裂以降、仁が無い者は北朝に寝返り、勇が無い者は死を恐れてかえって死罪に合い、智が無い者は時流の変遷を理解できず道理のない振る舞いばかりしていたが、そのような中、ただ一人楠木正成のみが智・仁・勇の三徳（『中庸』で「天下の達徳」とされる儒学最高の理想）を兼ね備え、古今これほど偉大な死に様をした者はいない、と同書は評価している。
正保2年（1645年）に活字本が刊行された『太平記評判秘伝理尽鈔』は江戸時代に軍学書のベストセラーとして広く読まれたが、『太平記』の正成賛美を受け継ぐ傾向が強く、正成が「坂東一の弓取り」宇都宮公綱を計略で撤退させるだけで直接対決しなかったことについても、出典の怪しい逸話を引いて、優れた将同士が直接戦えば双方に被害が甚大だったであろうから戦を仕掛けなかったのだ、と正成が弁解する話を伝えるなどして弁護している。また、「正成は多聞天王の化生（軍神の化身）ではなく、智・仁・勇を極めただけの人間だ」という論に対し、「もともと智が無かった者でも、その後に学問を好めば智者と呼ばれるように、（三徳を極めた人間こそが）多聞天にして聖人なのだ。正成には敵を退けて朝家を守護したという事実があるのだから、それは多聞天が帝を守護したのと違いがあろうか」という反駁で総括している。
江戸初期の儒学者は中国の人物を高く評価する傾向にあり、山崎闇斎『大和小学』（明暦3年（1657年））は、前漢の張良、蜀漢の諸葛孔明、唐の郭子儀を三徳に近い中国史の名将とし、日本の楠木正成は孔明の次ぐらいであって、これを三徳兼備などと称するのは『中庸』を読んだことがないのだろう、と評している。とはいえ、日本最高の名将が楠木正成であるという前提は、『太平記』から引き続いている。
こうした江戸の儒家の影響を受けて、寛文5年（1668年）に江島為信が著した軍学書『古今軍理問答』は、『太平記』の流れを組む正成神聖視から離れ、正成を「智謀」のある大戦術家・大戦略家とはしながらも、「三徳兼備」という聖人評価については「孔子ですら智仁勇を自称せず、まして日本は夷国であって人の気質も偏屈で、賢人すらいない。楠木正成は日本国内においては無双の英雄の士ではあるが、智仁勇というほどではない」としている。また、『太平記評判秘伝理尽鈔』の出所不明の逸話を正し、その戦術・戦略についても、挙兵を急ぎすぎて赤坂城の用水設計に難があった点など、非がある部分については非を責めている。ただし、総合評価としては、正成を日本第一の武将とする結論はやはり変わらない。敵を見てその戦術を転化する変幻自在の謀計や、この時代にあって兵糧・用水など兵站の確保を重要視したこと、千早城という天険の要害を見出した築城技術などを評価している。『古今軍理問答』は、『保元物語』『平治物語』『平家物語』『甲陽軍鑑』なども論じているが、正成のことは「日本開闢以来の名将」と評している。
寛文12年（1672年）、陽明学者熊沢蕃山は、甲州流軍学、越後流軍学、信州流軍学のうちどの軍法が優れてるのか、との問に、個人の将として優れているのは越後の景虎（ここでは上杉謙信の初名）、技術で優れているのは甲州・信州としつつも、戦国時代の軍法は小競り合いの類である、小事を知るには良いが、義経・正成・義貞（の軍法）の後に本当の合戦というのは存在しない、と答えている（『古事類苑』「兵事部」巻1に引く『集義和書』巻11）。
明治時代以降においても正成は軍事の天才として扱われていた。正成の研究を行っていた軍人林弥三吉は「其外に古今東西比類のない戦術、戦術家」と評し、「西にモルトケ東に大楠公」と世界史上における天才戦術家として扱った。一方で林部與吉や原田二郎のように歴史性を重視し、過度な神聖視を行わない見方もあったが少数であり、時代が進むにつれ薄れていった。また藤堂高英は正成が湊川の戦いなどで上申した戦略を退けられたことをひき、「統帥権の独立等は既に大楠公に於いて昌道されたのみならず、公自身に於いても守られた」として「統帥権の独立」を正当化する根拠としても用いた。秦郁彦はこうした意見が当時は説得力があるものと見られていたのではないかとしている。
日夏繁高『同志茶話』は、源義経を「今古無之名将」、楠木正成を「古今無双の良将」と、日本史上の名将双璧とするが、正成が義経の兵法を研究したとする『太平記評判秘伝理尽鈔』の説については疑っている（『古事類苑』「兵事部」巻1に引く『同志茶話』巻6）。また、正成の千早城の籠城戦や藁人形を使った謀計などを評価しつつも、二人の名将は神速奇謀を主とした将であり、手本としてたやすく学べるものではない、と、楠木正成の戦法を取り入れたと自称する楠木流軍学などを批判している。
『国史大辞典』（1997年）でも、1336年の豊島河原合戦で勝利に沸き尊氏は再起不能であると楽観論を述べる後醍醐天皇軍に対し、尊氏はすぐに再挙して東上するであろうと予見して苦言を呈したことについて、「軍略家としての非凡な資質をうかがうことができる」と評されている。

### 忠臣正成

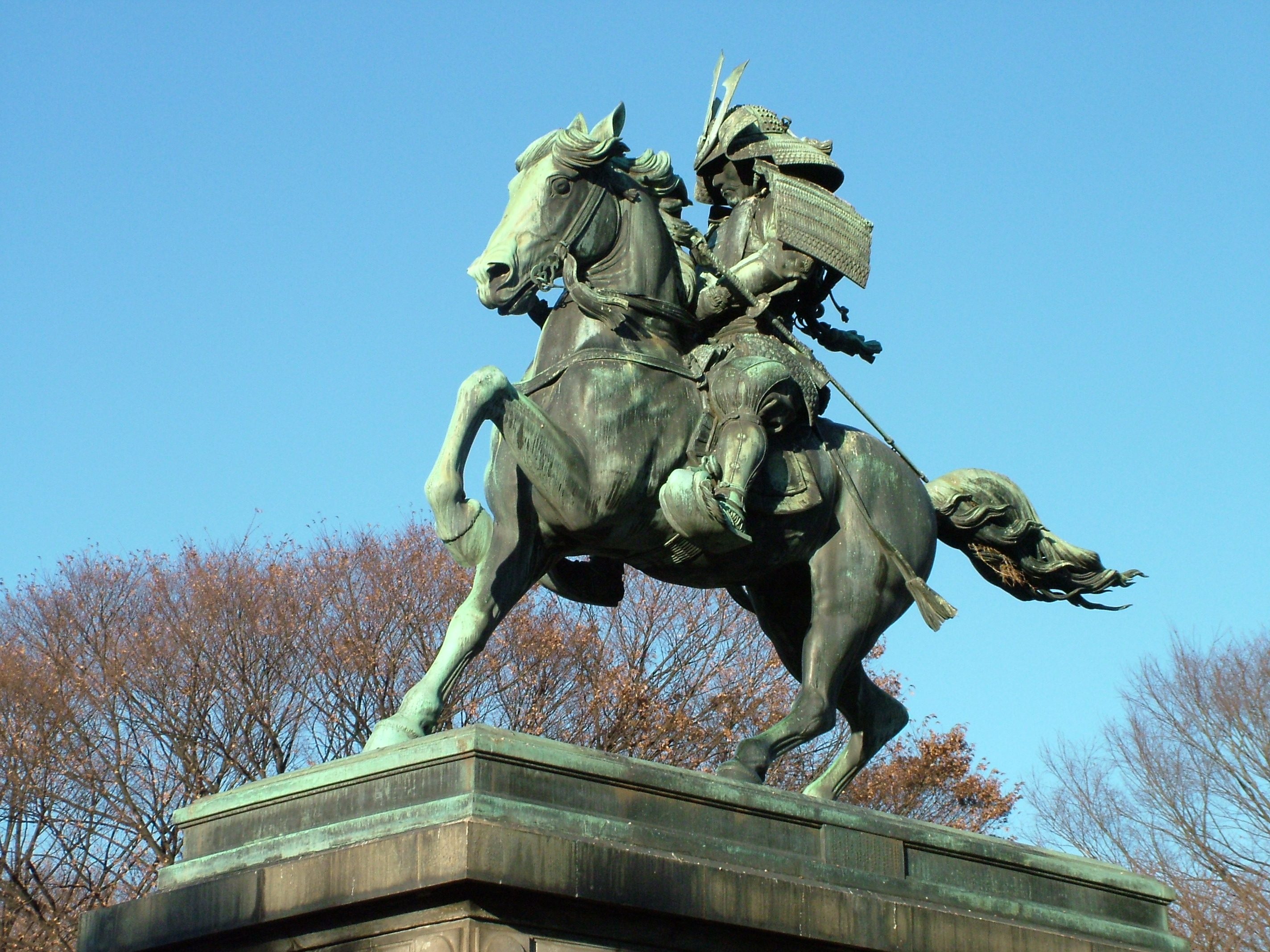
皇居外苑にある楠木正成像

#### 江戸時代における評価
江戸時代において、正成は忠臣として見直された。
水戸藩主徳川光圀の師であった朱舜水は正成を高く評価した人物であり、光圀とその修史事業である『大日本史』にも大きな影響を与えた。光圀が湊川神社に建立した正成の墓碑には光圀の揮毫により｢嗚呼忠臣楠子之墓｣と刻まれている。南朝を正統とした『大日本史』の正成像は基本的に『太平記』によるものであり、三宅観瀾、藤田幽谷、藤田東湖、会沢正志斎、青山延于といった水戸学を代表する人々も正成を深く尊崇した。
佐賀藩では1663年（寛文3年）に『楠公父子桜井の駅決別の像』を製作し毎年祭祀を行っていた。一時絶えたが、1850年に国学者枝吉神陽が義祭同盟を結成し、正成崇敬を通して明治維新に繋がる尊王思想を広めた。とりわけ水戸藩の会沢正志斎や久留米藩の祀官真木保臣は、楠木正成をはじめとする国家功労者を神として祭祀することを主張し、慶応3年（1867年）には尾張藩主徳川慶勝が「楠公社」の創建を朝廷に建言した。長州藩はじめ楠公祭・招魂祭は頻繁に祭祀されるようになり、その動きはやがて後の湊川神社の創建に結実し、他方で靖国神社などの招魂社成立に大きな影響を与えた。

#### 皇国史観
明治に入ると、南北朝正閏論を経て「南朝が正統である」とされると「大楠公」と呼ばれるようになり、講談などでは『三国志演義』の諸葛孔明の天才軍師的イメージを重ねて語られる。また、皇国史観の下、戦死を覚悟で大義のために従容と逍遥と戦場に赴く姿が「忠臣の鑑」「日本人の鑑」として讃えられ、修身教育でも祀られた。
昭和10年（1935年）には「大楠公六百年記念大祭」の関連行事が全国各地で開催され、忠君報国を軸とした国民精神の高揚に加え、文部省により進められた史蹟指定にも触発された観光需要の発生、郷土愛と連携した地域史の振興などが起こった。特に戦没地である湊川神社ではこの年に大規模な改修を完成させて、正成の命日（同神社の縁日）である5月25日に武者行列を実施し、「参加者が3千人、沿道観覧客が約50万人」と報じられる大規模なものとなった。これらの一連の行事や整備のうち、湊川神社での武者行列、同神社内に本部が設置された楠木同族会の結成（上記）、京阪電気鉄道による「上牧桜井ノ駅駅」（現在の阪急電鉄阪急京都本線上牧駅）の設置、大阪朝日新聞社が始めた「全国体操大会」など、戦後まで継続されたものもいくつか存在する。
佩刀であったと伝承される小竜景光（東京国立博物館蔵）は、山田浅右衛門の手を経て、明治天皇の佩刀となった。明治天皇は大本営が広島に移った時も携えていたとされる。

#### 忠臣史観の問題点
正成の忠臣としての一面を過剰に強調することの問題点は、それがしばしば建武政権と南朝の政治への低評価と結びつくことである。
戦前まで存在した南朝正統史観は、後醍醐天皇・建武政権・南朝を無条件に讃えた史観であると誤解されることがあるが、実際は後醍醐が賛美されたのは大義名分論の側面のみであり、政治的には無能で不徳な君主として扱われていた。こうした暗君像は、軍記物語『太平記』（1370年ごろ完成）などに端を発する。そして、後醍醐は「暗君」であるにもかかわらず、三種の神器を持つ正統な君主であるがため、愚直に仕えざるを得なかった「忠臣」の悲哀が、判官贔屓の形で共感を呼んだのである。
このような「後醍醐＝暗君、忠臣＝正義」の構図は、戦後も前半部分は依然として続き、後醍醐天皇・建武政権の特異性が誇張されたことで、鎌倉時代と室町時代の政治にどのような繋がりがあるのかの解明を困難にさせた。しかし、2000年前後からの実証的研究では、建武政権の政策・法制度は前後の時代との連続性が見られることが指摘され、後醍醐天皇の旧来の暗君像は徐々に改められる方向にある。

### 時代の革命児「悪党」正成
戦後は、価値観の転換により従来の「天皇に準じた忠義第一の臣」という顕彰が消滅する一方、歴史学における中世史の研究が進むと悪党としての性格が強調されるようになり、吉川英治は『私本太平記』の中で、戦前までのイメージとは異なる正成像を描いている。
鎌倉時代末期〜南北朝時代における「悪党」とは「わるもの」という意味ではなく、強大な経済力と武力を背景に、旧体制である荘園領主・幕府に反抗した新興勢力のことである（よって、山僧や神人など「邪悪」ではない者も「悪党」には含まれる）。鎌倉時代末期〜南北朝時代は社会の下部構造である民衆が初めて歴史の表舞台に台頭した時期であり、その下部構造から生じた悪党はこの世代の社会を牽引した、時代の主役であった。公家や武家といった旧時代の支配者たちは「血」を重視し血縁組織を作り上げたが、楠木正成ら交通の要衝路に住む悪党は「地」という革命的な概念を持ち込んで地縁組織を支配した。正成は「摂津〜河内〜和泉〜大和〜伊賀〜伊勢」という通商ラインを抑えたことで、六波羅探題と鎌倉幕府の連携を分断することに成功し、当初数百倍の戦力差があった元弘の乱に戦略的勝利を収めた。権威を盲信するのではなく、知恵と新しい発想をもって時代を切り開く、いわば時代の異端児・革命児としての楠木正成像である。
ただし、「悪党」を「社会の秩序を乱す者ないし悪事をなす集団」と誤解で一般的語彙に解釈されて問題となることもあり、NHKのテレビ番組『堂々日本史』において「建武新政破れ、悪党楠木正成自刃す」というタイトルで放送された際、湊川神社がNHKに抗議する事件が起きている。

### 21世紀の楠木正成像
前節までの評価は、楠木正成という人間を一つの型に押し込めるものであった。しかし、その後の研究の進展により、正成は本質的に多才・多面的な人間であったことが明らかになってきている。
生駒孝臣によれば、正成のような畿内の武士は、複数の側面を持つことが普通であったという。つまり、正成は、交通・流通路の支配者として財を稼いだ大商人であり、朝廷・後醍醐天皇に仕えた廷臣でもあり、幕府の御家人でもあり、かつ幕府から訴追された悪党（反抗者）でもある。どれか一つが正しい正成像なのではなく、むしろこれら全ての顔を持っているという点が正成の実像なのであるという。
また、正成は、建武政権下で、名和長年と共に、最高政務機関である記録所の寄人（職員）に大抜擢された。後醍醐天皇の人事政策は、型破りと言う俗説に反し実際は穏健なものが多いが、正成の記録所への登用は例外的な抜擢人事である。森幸夫によれば、一般的には武将としての印象が強い正成だが、官僚的能力に優れた中原氏や小田時知、伊賀兼光といった他の寄人の顔触れを見る限り、正成も実務官僚として相応の手腕を有していたのではないか、という。

## 伝説・創作

### 笠置山の霊夢

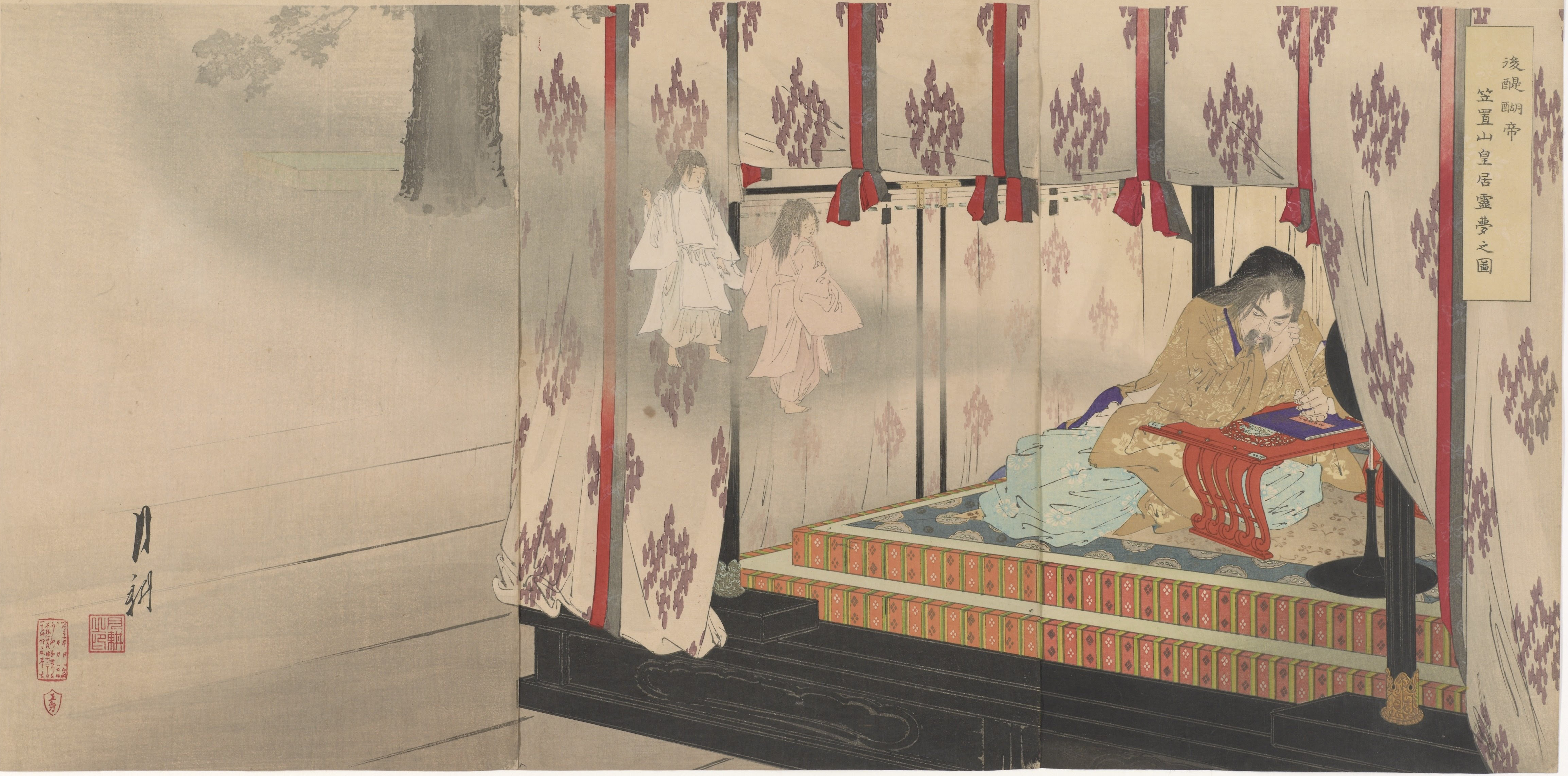
『後醍醐帝笠置山皇居霊夢之圖』（尾形月耕）

軍記物語『太平記』流布本巻3「主上御夢の事附楠の事」では、楠木正成と後醍醐天皇の出会いは以下のように描かれる。しかし、歴史的事実としては、『天竜寺文書』により、遅くとも元弘の乱発生以前である元徳3年（1331年）2月には、正成が後醍醐天皇方に付いていたことが明らかである。
元弘の乱が発生し、天皇が笠置山に籠ると、笠置寺の衆徒や近国の豪族らが兵を率いて駆けつけてきたが、名ある武士や、百騎、二百騎を率いた大名などは一人も来なかった。そのため、後醍醐天皇は皇居の警備もままならないと不安になり、心配になって休んだ際に夢を見た。その夢の中では、庭に南向きに枝が伸びた大きな木があり、その下には官人が位の順に座っていたが南に設けられていた上座にはまだ誰も座っておらず、その席は誰のために設けられたものなのかと疑問に思っていた。すると童子が来て「その席はあなたのために設けられたものだ」と言って空に上って行っていなくなってしまった。
夢から覚めて、天皇は夢の意味を考えていると「木」に「南」と書くと「楠」という字になることに気付き、寺の衆徒にこの近辺に楠という武士はいるかと尋ねたところ、 河内国石川郡金剛山（現在の大阪府南河内郡千早赤阪村）に橘諸兄の子孫とされる楠木正成（楠正成）という者がいるというので、後醍醐帝はその夢に納得し、すぐさま楠木正成を笠置山に呼び寄せる事にした。万里小路藤房が勅使として笠置山から河内に向かい、正成の館に着いてその事情を説明した。すると、正成は「弓矢取る身であれば、これほど名誉なことはなく、是非の思案にも及ばない」と快諾した。そして、正成は人に気が付かれないようにすぐさま河内を出て、笠置山に参内した。
正成は後醍醐天皇から勅使派遣より時を置かずに参内したことを褒められ、そのうえで正成がどのような計画を持ち、勝負を一気に決めて天下を太平にするのかを問われた。正成はこの問いに対し、「幕府の大逆は天の責めを招き、衰乱の機会に乗られて天誅が下されます。その好機なら必ず滅ぼすことができます。天下草創には武略と智謀の2つがあります。勢いに任せて合戦を行えば、たとえ60余州の軍勢をもってしても武蔵・相模の領国に勝利を得ることはできないでしょう。もし何らかの策を用いて戦えば、幕府は守勢に回って欺きやすくなり、怖れるに足らなくなるでしょう。合戦の常は個々の勝敗にこだわらないことです。（たとえ戦いで敗れたとしても）正成がたった一人生存していれば、天皇の聖運が必ず開けると御思い下さい」と述べた。そして、正成は河内に戻り、赤坂城（下赤坂城）で挙兵した。

### 献策を退けられる
『太平記』流布本巻16「正成兵庫に下向の事」が描く物語によれば、建武の乱で多々良浜の戦いに勝利した足利方が再び京に迫まり、義貞が兵庫に退却したという早馬が京へ届くと、後醍醐天皇は正成を呼び出し、義貞とともに尊氏を迎え撃つように命じた。正成は帝に対し、「尊氏の軍勢は大軍であり、疲弊した味方の小勢でまともに正面からぶつかれば、決定的な負け戦になるでしょう。ここは新田殿を京に呼び戻し、帝は以前のように比叡山に臨幸して下さい。私が河内に戻って河尻（淀川の河口）を抑え、京に入った足利軍を新田軍とともに前後から兵糧攻めにすれば、敵兵の数は減ることでしょうし、我々の軍勢には味方が日々馳せ参じるでしょう。その時を狙い、新田殿が比叡山から、私が搦手より攻め上れば、朝敵を一戦で掃滅すること可能かと思えます。新田殿もきっとこの作戦に同意するでしょう」と進言した。この策は正成にとっては、比叡山に朝廷を一時退避して足利軍を京都で迎え撃つという、現実的かつ必勝の策でもあった。
この正成の進言に対して、諸卿らは「確かに戦に関しては武家に任したほうが良い」と、納得しつつあった。だが、坊門清忠が「帝が都を捨てて一年に二度も臨幸するのは帝位そのものを軽んずる」とし、「味方の軍勢は少数ながらも、毎回大敵を滅ぼしてきた。それは武略が優れていた訳でもなく、聖運の天に通じたから」だと述べ、正成は即刻義貞のいる兵庫に向かうべきと主張した。
その結果、後醍醐天皇は正成の意見ではなく、坊門清忠の意見を尊重した。正成は今更反論しても仕方がないと考え、朝議の結果を受け入れた。
以上は「流布本」の描く筋書きであるが、この物語は写本の系統によって異同がある。特に、古態本（『太平記』の原型に近いとされる写本）の一つである「西源院本」では、坊門清忠は登場しない。また、「神宮徴古館本」では、後醍醐への憤りから「智謀叡慮で勝つのを望まず、無二の戦士をあえて大軍にぶつけるなどと仰るなら、私は義を重んじる忠臣勇士なので、お望み通り死んでみせましょう」と皮肉を述べるなど、忠臣勇士とは言いがたい描写がされている。

### 『太平記』版湊川の戦い
軍記物語『太平記』巻16「兵庫海陸寄手事」では、湊川の戦いで、正成は他家の軍勢を入れず、7百余騎で湊川西の宿にて布陣し、陸地から攻めてくる敵に備えていた。正成も義貞も足利方の大軍に対して少しもひるむことはなかったという。
続く流布本巻16「正成兄弟討死の事」では、連合軍は多勢に無勢であったため、正成と義貞の軍勢は引き離されてしまった。正成は正季に「敵に前後を遮断された。もはや逃れられない運命だ」と述べ、前方の敵を倒し、それから後方の敵を倒すことにした。
正成は700余騎を引き連れ、足利直義の軍勢に突撃を敢行した。菊水の旗を見た直義の兵は取り囲んで討ち取ろうとしたが、正成と正季は奮戦し、良き敵と見れば戦ってその首を刎ね、良からぬ敵ならば一太刀打ち付けて追い払った。正成と正季は7回合流してはまた分かれて戦い、ついには直義の近くまで届き、足利方の大軍を蹴散らして須磨・上野まで退却させた。直義自身は薬師寺十郎次郎の奮戦もあって、辛くも逃げ延びることができた。
だが、尊氏は直義が退却するのを見て、「軍を新手に入れ替えて直義を討たせるな」と命じた。そのため、吉良氏・高氏・上杉氏・石堂氏の軍6千余騎が湊川の東に駆けつけて後方を遮断しようとしたため、正成は正季ともに引き返して新手の軍勢に立ち向かった。
6時間の合戦の末、正成と正季は敵軍に16度の突撃を行い、楠木軍は次第に数を減らし、ついに73騎になっていた。疲弊した彼らは湊川の東にある村の民家に駆け込んだ。
正成は自害しようと鎧を脱ぎ捨てると、その体には合戦での切り傷が11か所にも及んでおり、ほか72人もみな同様に切り傷を負っていた。正成は正季と共に自害して果て、橋本正員・宇佐美正安・神宮寺正師・和田正隆ら一族16人・家人50余人もまた自害し、皆炎の中に倒れ込んだ。

### 「七生滅賊」の罪業と「七生報国」
軍記物語『太平記』流布本巻16「正成兄弟討死の事」によれば、湊川の戦いでの自害の直前、正成は弟の正季に、次はどのように生まれ変わりたいか、と尋ねた。正季はからからと打ち笑って、「七生まで只同じ人間に生れて、朝敵を滅さばやとこそ存じ候へ」（「（極楽などに行くよりも）7度人間に生まれ変わって朝敵を滅ぼしたい」）と述べた。正成は嬉しそうな表情をして、「罪業深き悪念なれども我もかやうに思ふなり」（「なんとも罪業の深い邪悪な思いだが、私もそう思う」）と同意し、「いざゝらば同じく生を替へて、此本懐を達せん」（「さらばだ。私も同じく生まれ変わり、滅賊の本懐を達そう」）と兄弟で差し違えた、と物語られる。
こうして七生滅賊という仏教的に罪深い思想に囚われた正成は、流布本巻23「大森彦七が事」で怨霊として再登場して室町幕府を呪い、最後は仏僧が読経する『大般若経』の功徳によって調伏されることになる。
しかし、歴史的人物としての正成は、 『法華経』の写経（『今田文書』（湊川神社宝物））や、その裏書からわかるように、仏教への帰依が篤く、また深い知識を持つ人物だった。したがって、『太平記』に描かれる「七生滅賊」の物語は、本来の正成の人となりとは反している。
上横手雅敬「楠木正成（二）――天下、君を背きたてまつる」（『太平記の世界』（日本放送出版協会、1987年）や、中村格「天皇制教育と正成像――『幼学網要』を中心に」（『日本文学』39巻1号、1990年）および今井正之助 などの研究では、本来、『太平記』の「七生滅賊」（あるいは「七生滅敵」）は中世的な怨念観を表現するための呪いの言葉であり、後段の大森彦七伝説と組で考えるべき物語であったとされ、数百年後、近代に入り、国家への忠誠心を示す「七生報国」という言葉に置き換わったとみられている。しかしながら、大正時代に至っても同5年（1916年）に、大正天皇は『楠木正成』と題した七言絶句の御製にて「死に臨んで七生滅賊を期す　誠忠大節斯の人に属す」と表現し、その徳を讃えている。
「七生報国」の語の用例は、遅くとも『萬朝報』明治37年（1904年）4月3日に、海軍軍人の広瀬武夫の辞世の句として「七生報国 一死心堅 再期成功 含笑上船」という漢詩が載せられたことまで遡ることができる。また平泉澄は昭和4年（1929年）の論文「中世文化の基調」において「七生報国」を用いている。これ以降、「七将滅敵」は「七生報国」という言葉に置き換えられていった。
「七生報国」の概念は、。哲学者の井上哲次郎や軍人で作家の桜井忠温は、天皇への忠誠心を持つものが現れるのは、正成の忠誠心が永遠の生命を持って生まれ変わっているのだと説いた。この「七生報国」の精神をもつ正成像は第二次世界大戦末期にも影響を及ぼし、人間魚雷回天には正成の紋である「菊水」が描かれている。また「桜花」を運搬する指揮官は決死の任務を「湊川」にたとえている。歴史家のデニス・ウォーナーとペギー・ウォーナーは、「楠公」は特攻隊員の手本となったと評している。

### 怨霊伝説

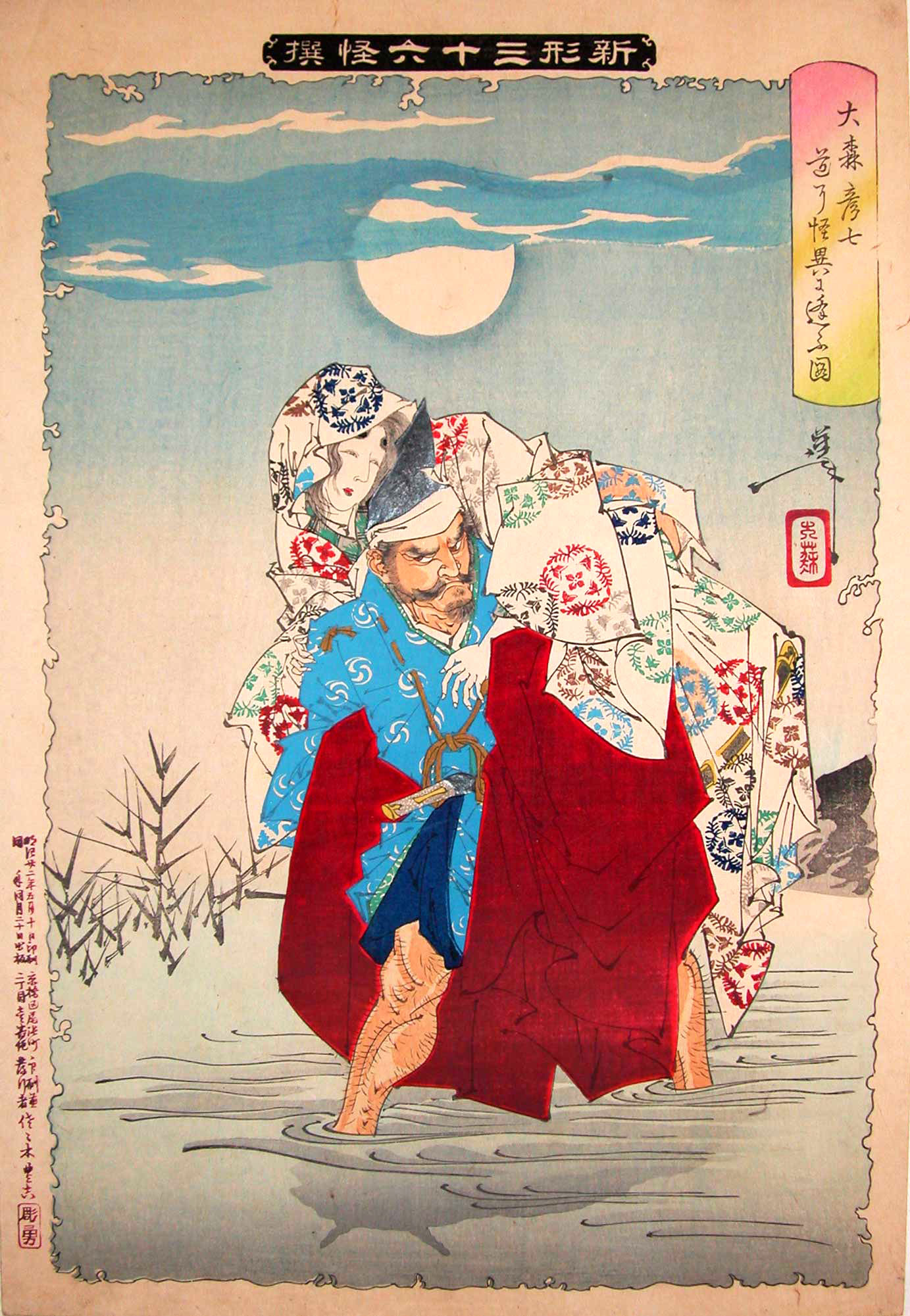
月岡芳年画『新形三十六怪撰』より「大森彦七道に怪異に逢ふ図」。室町幕府の武将大森盛長が、美女に扮した楠木正成の怨霊を背負う図

軍記物語『太平記』の正成は、儒教的には三徳兼備の聖人として描かれるが、七生滅賊の節で述べたように、仏教的には「七生滅賊」の罪業を願った悪人として描かれる。そして、流布本巻23「大森彦七が事」では怨霊として登場する。
伊予国（愛媛県）の大森盛長（通称を彦七）という人物は、『太平記』の劇中では、室町幕府の有力武将細川定禅の部下として、湊川の戦いで楠木正成と戦い、腹を切らせた猛将であると設定されている。また、大森氏は猿楽（後の能楽）を嗜む一族でもあったという。
興国3年/暦応5年（1342年）春より少し前のある夜、盛長が猿楽の楽屋に行く途中、山隙の細道に数え17歳から18歳程度（満15歳から17歳程度）の美女が佇んでいた。か弱い姿の美女に心惹かれた盛長は、猿楽の桟敷席までお連れしましょうと申し出て、背中に背負って歩き始めた。すると、たちまち女の口は裂け、角が生えて、怪物となり、盛長を空中に連れ去ろうとしたが、盛長が必死に抵抗し部下も駆けつけたので、怪物は消滅した。猿楽は延期となった。
再開された猿楽の当日、再び化け物が観客の前に現れ、楠木正成を名乗り、朝敵滅賊の野望を果たすために、修羅の眷属となり、「貪」「瞋」「癡」の三毒の魔剣を探し求めていると明かす。このうち、「貪」の刀は日吉大宮のもとにあったが、怨霊正成は日吉の神（大己貴神）に仏法を教える引き換えに手に入れた。「瞋」の刀は足利尊氏が所持していたが、怨霊正成は尊氏の寵童（愛人の少年）に変装して奪った。残る「癡」の刀は、もと悪七兵衛景清の佩刀であったが、壇の浦の戦いで海に落ちたのを、イルカが飲み込んで讃岐国（香川県）の宇多津沖まで運びそこで死んだが、100年余りのちに漁師の網に引っかかって地上に戻り、いま盛長が持つ刀がそれであるのだという。この三毒の魔剣が揃った時、尊氏の世は終わると言い、盛長から「癡」を奪おうとする。
この後、たびたび盛長と怨霊正成の対決が行われ、ついには、後醍醐天皇・護良親王・新田義貞・平忠正・源義経・平教経の怨霊も正成に加わって大きな戦いとなる。武力に頼っても陰陽師に頼っても正成の怨霊を打ち倒すことはできなかったが、盛長の縁者である禅僧に調伏を頼んだところ、『大般若経』の読経が行われ、その功徳によってついに正成の怨霊を鎮めることができた。まことに仏法の鎮護国家の力は素晴らしい、と『太平記』作者（円観ら）は称える。
興国3年/暦応5年（1342年）春、盛長は以上の次第を足利直義（尊氏の弟で当時の事実上の最高権力者）に伝え、さらに天下の霊剣として、「癡」の刀を献上した。この話に感じ入った直義は新しい拵えを作らせ、「癡」を自らの蔵刀とした、と描かれる。
郡司正勝『かぶきの発想』（1959年）の推測によれば、上記の物語は、もともと怨霊鎮撫のために書かれた猿楽の台本だったのではないかという。また、「流布本」では正成を調伏するのは禅宗の僧とされるが、砂川博『軍記物語の研究』（1990年）によれば、本来は西大寺系の律宗の僧という設定ではないかという。樋口州男『日本中世の伝承世界』（2005年）の主張によれば、上記の話はもともと伊予で大森氏によって興行されていた物語であり、この地方での南朝敗退を説明するために、『太平記』作者が取り込んだのではないかという。新井孝重は、大森氏が正成討伐に関わったことは歴史的事実であろうと考え、正成の勢力基盤であった民間武装民に流布していた天下転覆の怨霊伝説を、敵方である大森氏が怨霊を恐れ、怨霊鎮魂譚に組み替えたのではないかと推測している。

### 楠木正成の妻
明治・大正時代の織田完之『楠公夫人伝』による推説では、正成の妻を南江久子（みなみえ ひさこ）としているが、他に典拠がない。「観心寺過去帳」にその論拠があるという俗説も唱えられたことがあるが、宮内庁書陵部写本の「観心寺過去帳」に楠木氏関係の記事はない。今井正之助によれば、太平記評判書（偽書的な注釈書）の一つ『無極鈔』に正成の舅として登場する、南江正忠（なんごう まさただ）という架空上の人物が久子伝説の淵源ではないかという。
細川潤次郎「楠氏夫人ノ異聞ノ続」（『東京茗渓会雑誌』126号、1893年）は、「柏原系図」により、万里小路藤房の妹の万里小路滋子としたが、同系図は星野恒「楠公夫人ノ異聞問答」（『史学雑誌』5:2、1894年）により偽書と結論付けられている。
その他、越智将監の娘説などもあるが、いずれも疑わしい。

## 墓所・霊廟・史跡など

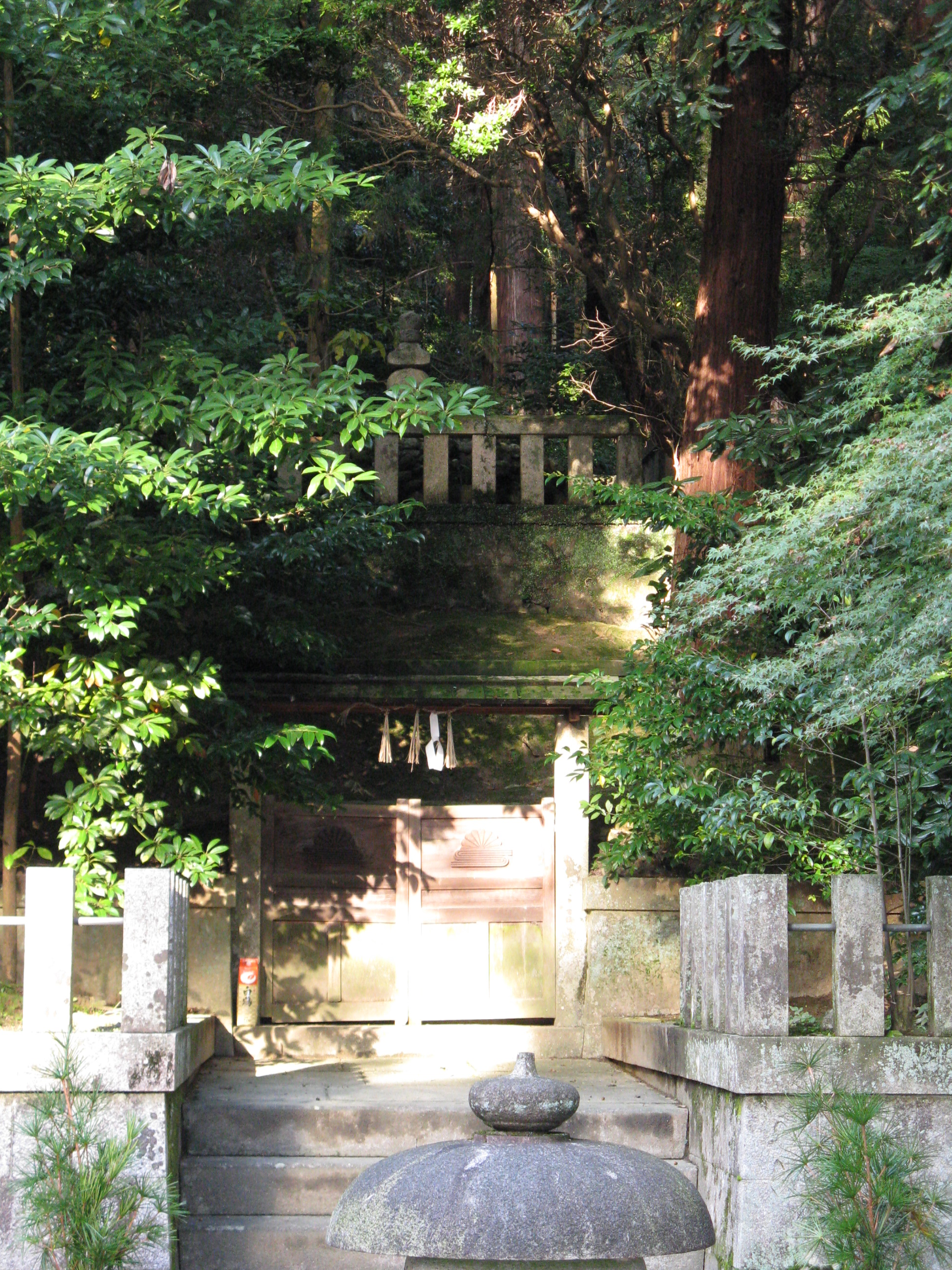
観心寺（大阪府河内長野市）にある楠公首塚

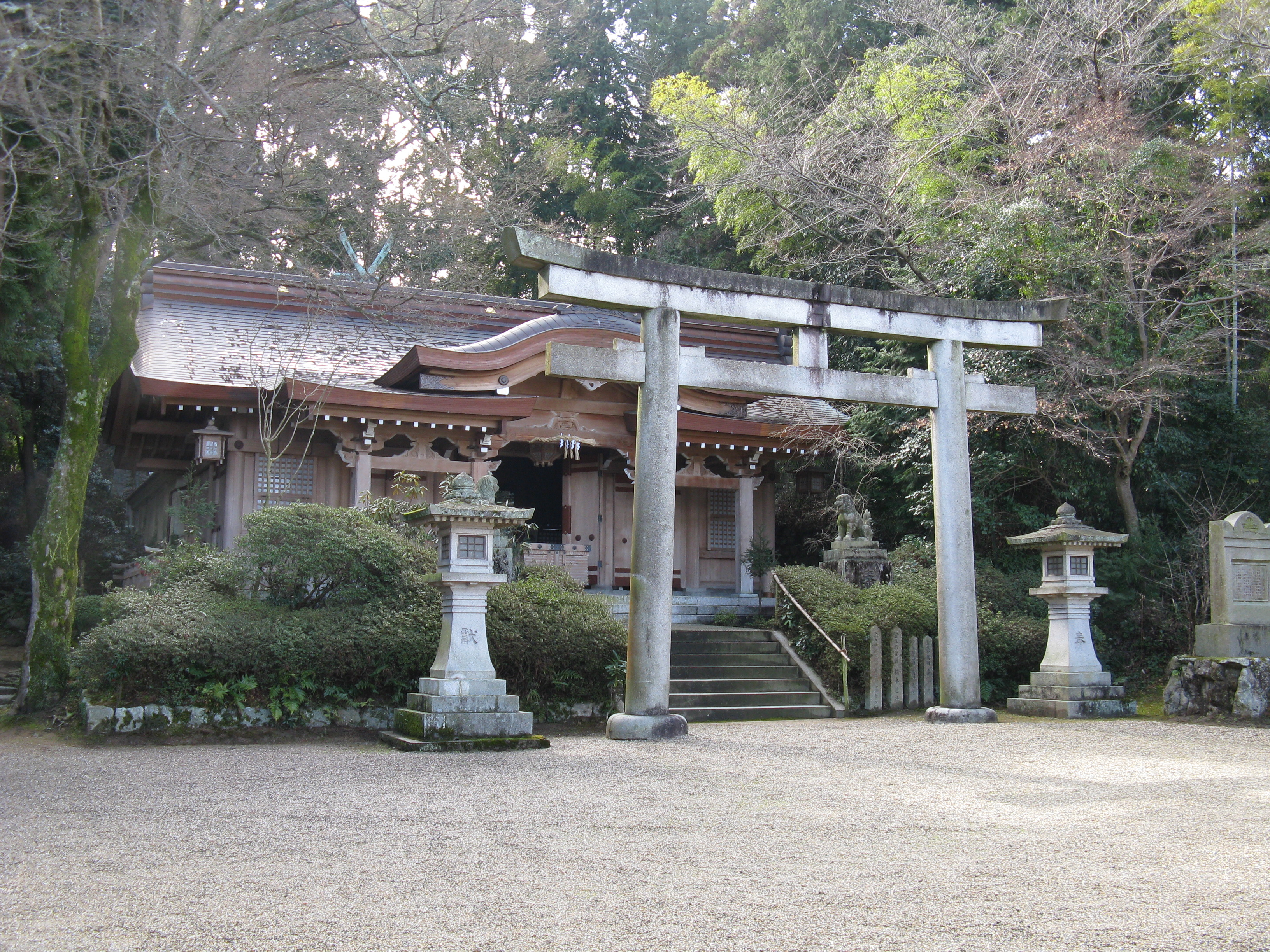
南木神社

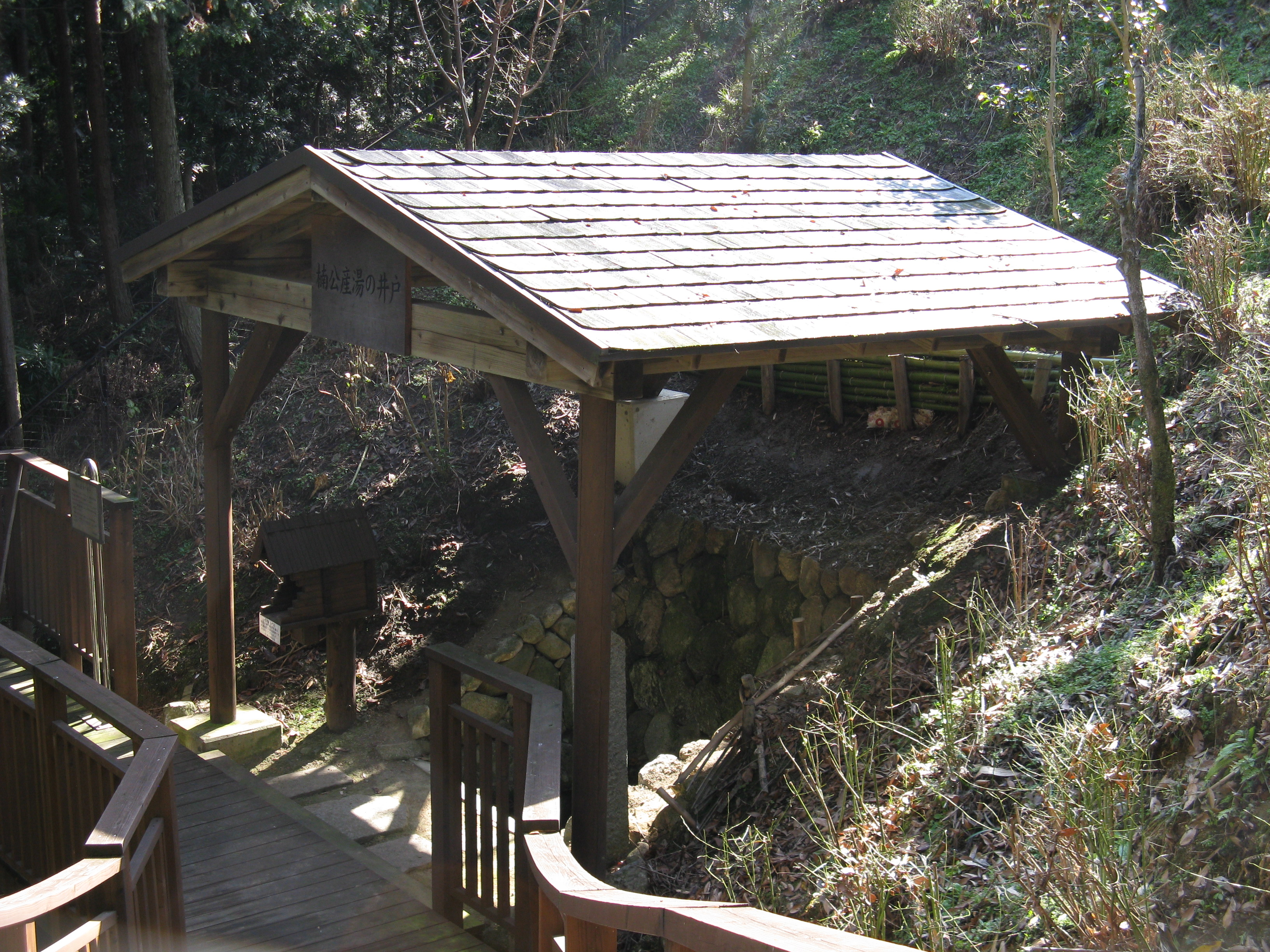
楠公産湯の井戸

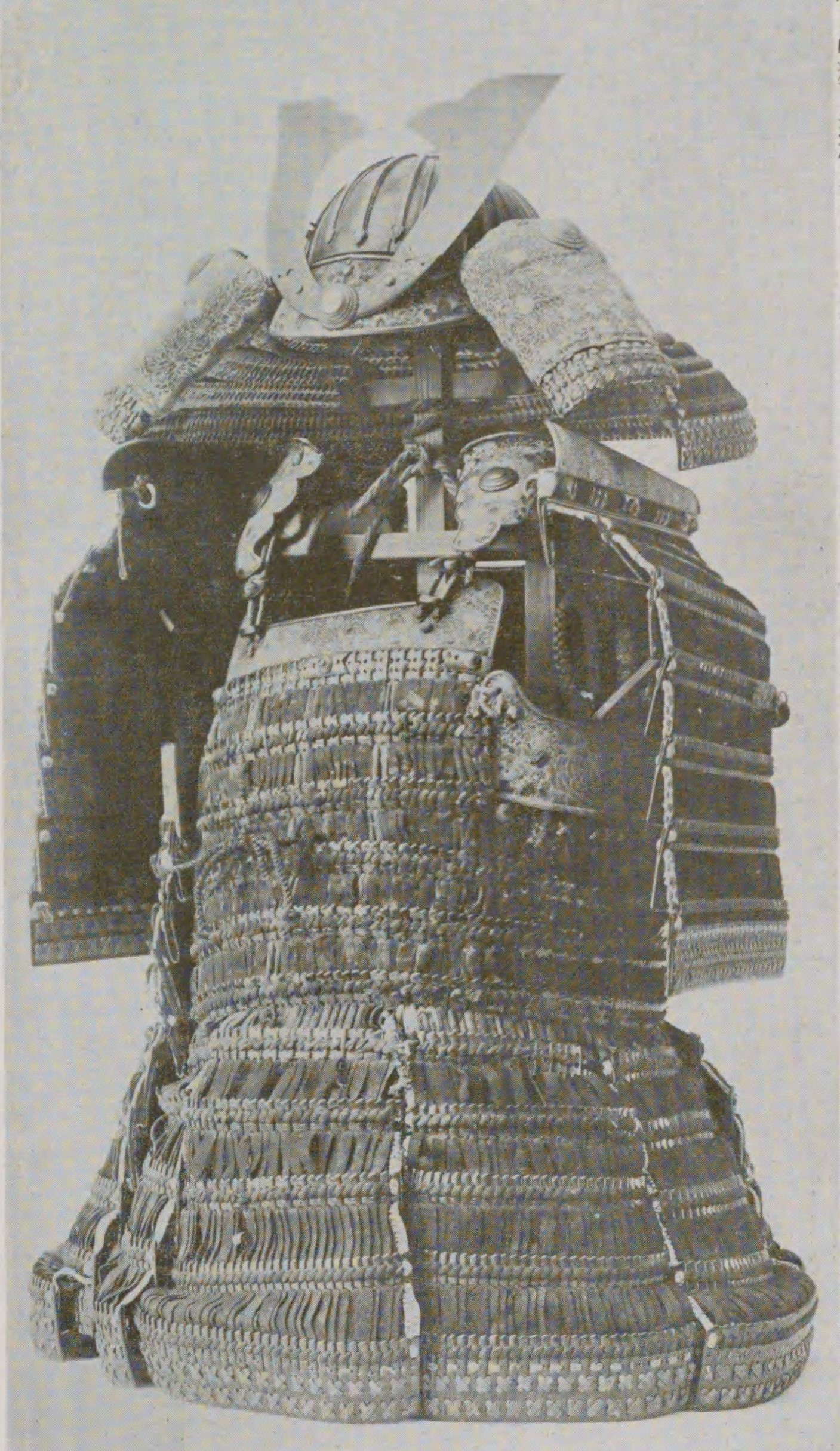
黒韋威矢筈札胴丸（国宝、春日大社所蔵）

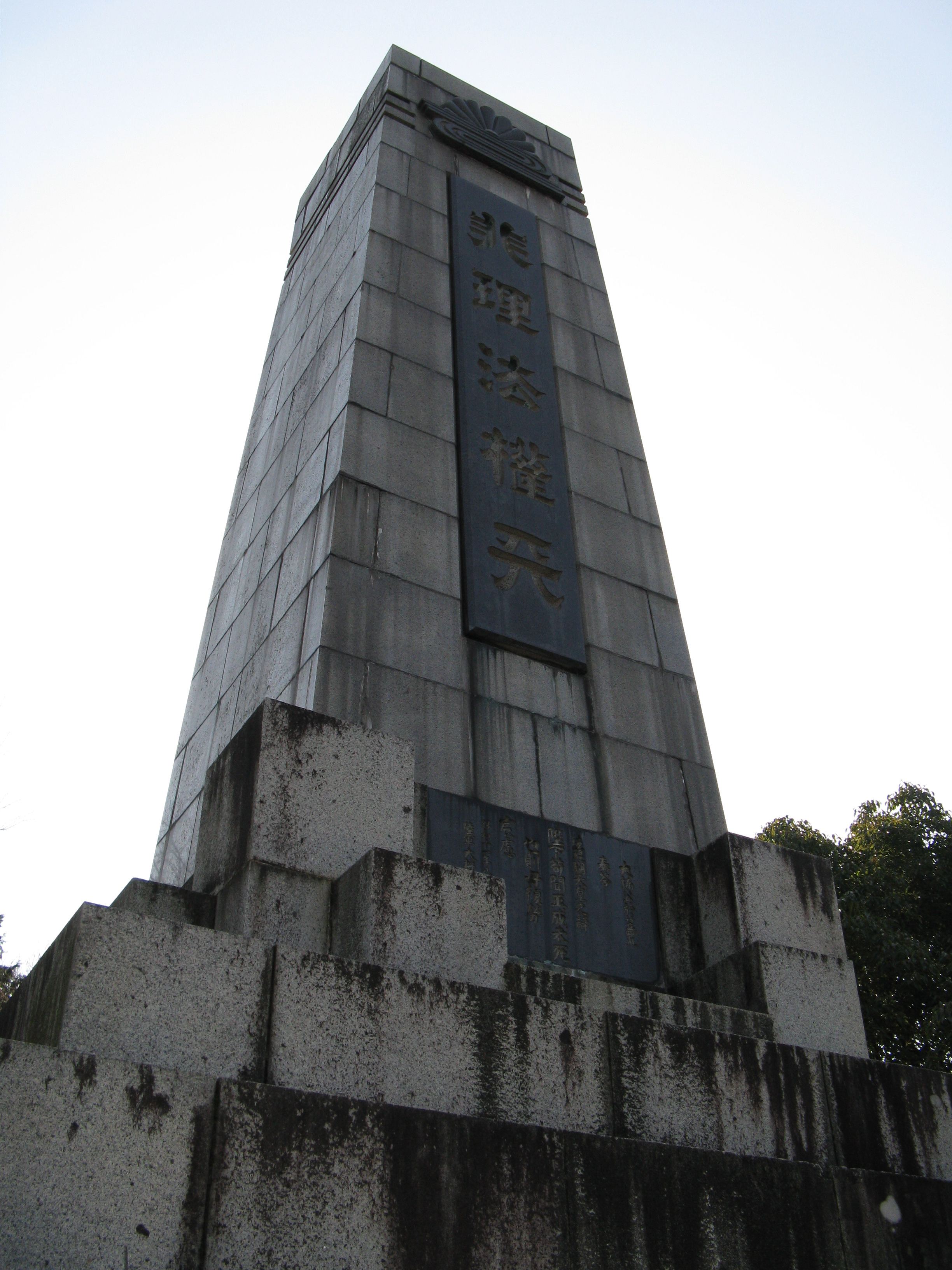
奉建塔（楠公六百年記念塔）

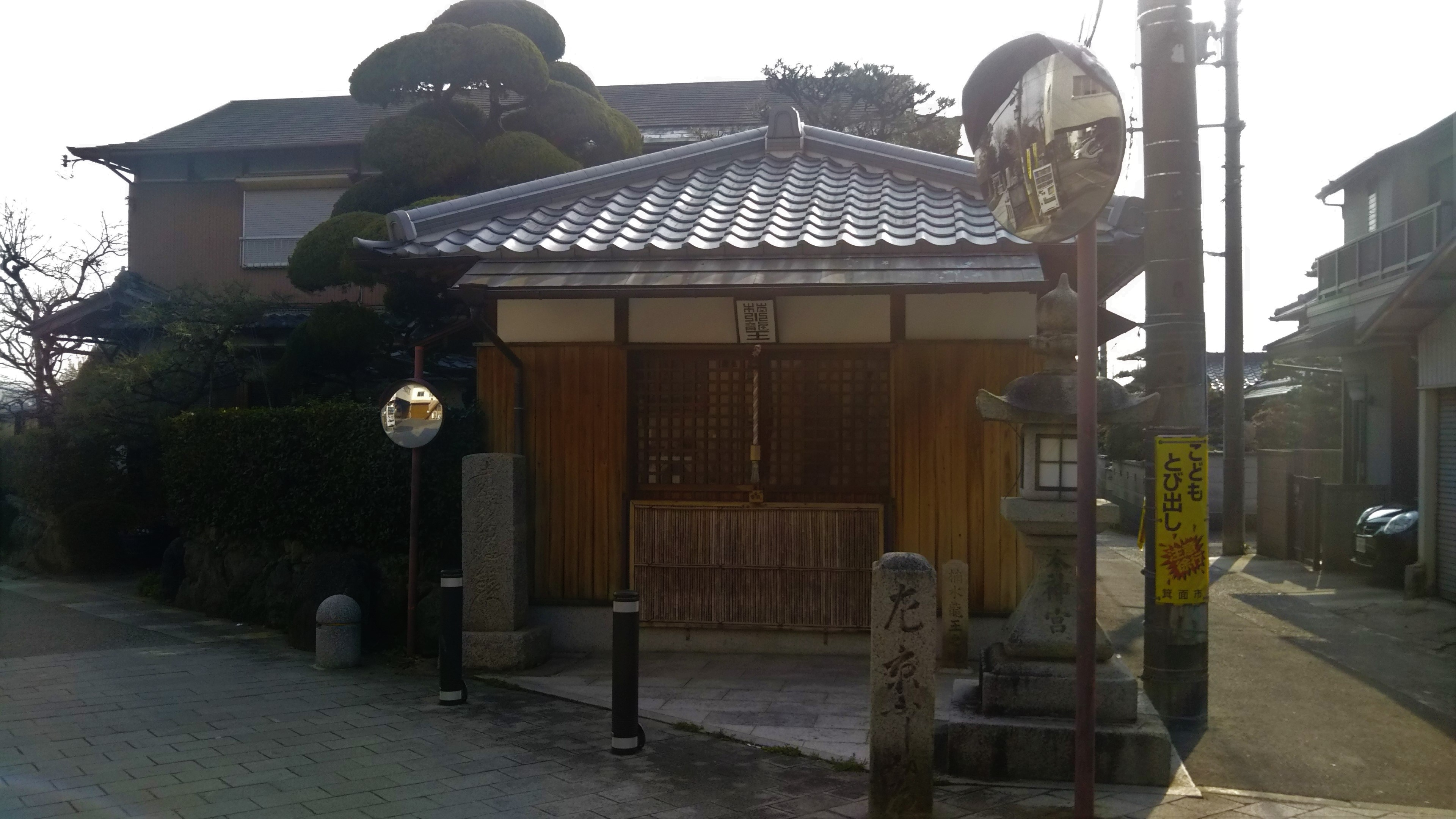
楠水龍王(西国街道)

大楠公首塚 - 大阪府河内長野市観心寺
高野山真言宗の寺院、檜尾山観心寺の境内にある。湊川の戦いの後、尊氏の命によって送り届けられた正成の首級が葬られている。観心寺塔中院は、正成の曾祖父成氏が再建したと伝えられる、楠木家代々の菩提寺。
湊川神社 - 兵庫県神戸市中央区
楠木正成（大楠公）の神霊を主祭神とし、子息の楠木正行（小楠公）および湊川の戦いで斃れた一族十六柱と菊池武吉の神霊を配祀。戦後になって大楠公夫人久子の神霊も合祀された。神社として創建されたのは比較的新しく、明治5年（1872年）のこと。神社創建以前から存在した墓所には、徳川光圀によって墓碑「嗚呼忠臣楠子之墓」が建立されている。異説もあるが、湊川の戦いで敗れた正成が弟正季とともに「七生」を誓って現在の湊川神社の北に位置する広厳寺 （廣厳寺）の塔頭で共に自刃して自害したとされる。その後、塚に移された戦没地ではあるが、同寺は墓所地と自害地を境内に有している（同寺本堂には正成とその一族の位牌がある）。
桜井駅跡
「楠公父子訣別之所」として知られ、『太平記』第十六の「正成兵庫に下向の事」（湊川の戦い）において建武3年（1336年）、足利尊氏を討つべく湊川に向かう楠木正成が、嫡男の楠木正行を河内国に帰らせたと伝えられている（「桜井の別れ」を参照）。桜井駅自体は、大阪府三島郡島本町桜井1丁目にある古代律令制度下の駅家の跡。1921年（大正10年）国指定の史跡である。
南木神社 - 大阪府南河内郡千早赤阪村建水分神社
建水分神社の摂社で、正成が祭神。本社の建水分神社は楠木家の氏神とされる。延元2年/建武4年（1337年）に後醍醐天皇により自ら彫刻の正成像が祀られたのが起源であり、後に後村上天皇より「南木（なぎ）明神」の神号を受けた。正成を祀る最古の神社。
楠妣庵観音寺 - 大阪府富田林市甘南備
臨済宗妙心寺派の寺院で、楠木家の香華寺とされる。楠公史跡河南八勝第二蹟、河内西国霊場第20番札所。正平3年/貞和4年（1348年）に楠木正行・正時が四條畷の戦いで戦死した後、正成の妻で正行・正時の母の久子が、草庵を建立。敗鏡尼と称して入寂するまでの16年間、この草庵楠妣庵に隠棲し、楠木一族郎党の菩提を弔った。敗鏡尼の入寂後、楠木正儀は観音殿を観音寺と改め、不二房行者（授翁宗弼）を住まわせた。観音寺は楠妣庵とともに、兵火による度重なる衰退を繰り返し、更に廃仏毀釈により廃寺となった。1917年（大正6年）に草庵楠妣庵が復元再建、同11年（1922年）に観音寺本堂が再建された。
長滝七社神社 - 岐阜県山県市長滝
七社神社横に、八王寺宮と刻まれた楠公夫人久子（南江久子）の墓がある。正成の妻が楠木一族郎党の菩提を弔った後、戦乱の中、この地を離れ、美濃乃国伊自良村長滝釜ヶ谷奥の院に隠棲。地域の尊志を得て、久子の生地甘南備村の字名、長滝、平井、掛、松尾等を伊自良に与えた。奥の院にある甘南備神社は、楠木家の遠祖と称える橘諸兄の父、美努王を祀る。甘南備村の口碑には、楠木正成夫人久子は、観音像を念持仏にして、行脚に出たが、終わるところ知らずとある。墓は、伊自良湖の登り口、長滝七社神社境内西にある。楠公夫人がこの地に訪れた最大の理由は、新田義貞亡き後、その弟の脇屋義助が大将となり、北陸で敗れ、美濃の南朝一派と共に、最後の根尾城の戦いでも敗れ、根尾川の下流、本巣地区の北朝の根城を避け、一緒に戦った伊自良次郎左衛門の家臣とともに、伊自良に流れ、吉野に帰ったその経路に従ったものと思われる。
茨木城 - 大阪府茨木市
建武年間に正成が建てたとされる説のある城跡。現在は廃城であり、かつての搦手門が茨木神社に、復元された櫓門が茨木小学校に残る。
楠公産湯の井戸 - 大阪府南河内郡千早赤阪村
生誕の地から徒歩数分のところに「楠公産湯の井戸」とされる井戸がある。
春日大社 - 奈良県奈良市春日野町
国宝の黒韋威矢筈札胴丸（甲冑）は正成が奉納したと伝わる。正成所用の伝来が付された甲冑は多く存在するが、同鎧は南北朝時代の作と考えられ、正成の時代と製作時期が近い唯一の資料である。
平泉寺白山神社 - 福井県勝山市
平泉寺町平泉寺の神社。「楠正成公墓碑」がある。寺伝によれば正成の弟が当時、同寺宗徒であったがある日兄の夢を見た。のち、その日が戦死の日であったことがわかり、供養として墓を建てたとされている。下って江戸時代には福井藩主の松平光通により、石柵と石畳参道が整備された。
楠公像 - 東京都千代田区
皇居外苑の二重橋を正面に見据える位置に建てられた銅像。1891年（明治23年）に住友家が開発した別子銅山の開坑200年記念事業として、東京美術学校(現在の東京芸術大学)に製作を依頼、製作には高村光雲、山田鬼斎、岡崎雪聲らが別子鉱山の銅が使って完成までに10年をかけて献納された。像のモデルは、隠岐から還幸した後醍醐天皇を兵庫で迎えた正成の姿であるとされる。
奉建塔（楠公六百年記念塔） - 大阪府南河内郡千早赤阪村
正成信仰が隆盛のなか、没後600年を記念して、1940年（昭和15年）に全国の児童学生や教職員等の募金により浄心寺塞（上赤坂城支塞）跡に建てられた記念塔。正成討死の年齢43歳に因み、高さはおよそ43尺（約13m）。塔には家紋の菊水紋、旗印の「非理法権天」の文字が刻まれている（ただし、旗印は史実ではなく伝承。「非理法権天」を参照）。
楠水龍王 - 大阪府箕面市小野原東(西国街道)
正成が湊川の戦いに赴く途中に味わって飲んだという伝説があった「楠公の井戸」の跡地に碑がある。

## 関連作品
能
- 四番目物の侍物。
- 桜井（さくらい、喜多流）
- 桜井駅（さくらいのえき、金剛流）
- 楠露（くすのつゆ、観世流）

浄瑠璃
- 『楠公櫻井の訣別（楠公）』常磐津節

唱歌
- 『桜井の決別』 - 正成と息子正行との決別を歌った歌で、明治32年（1899年）6月に発表された。作詞落合直文、作曲奥山朝恭。国学者で一高教授だった落合は、学校生徒行軍歌『湊川』の第一篇に「桜井決別」として発表した。作曲者の奥山朝恭は岡山師範学校の教師。

小説
- 吉川英治『私本太平記』 講談社文庫：吉川英治文庫全8巻ほか
- 山岡荘八『新太平記』 講談社文庫：山岡荘八歴史文庫全5巻ほか
- 大佛次郎『大楠公 楠木正成』 徳間文庫、1990年10月 ISBN 4195991838
- 大谷晃一『楠木正成』 河出文庫、1988年
- 高橋直樹「葛の楠木」『異形武夫』 新潮社、2001年4月 ISBN 4104452017
- 北方謙三『楠木正成』（上下） 中央公論新社、のち中公文庫、新版2022年2月、上 ISBN 412207178X 、下 ISBN 4122071798
- 吉川佐賢『楠木正成 夢の花』（上下） 叢文社、 2005年12月-2006年1月 上 ISBN 4794705387、下 ISBN 4794705395
- 安部龍太郎『道誉と正成』 集英社、2009年8月 ISBN 4087713121

映画
- 『楠正成桜井駅』（1911年）演：川上音二郎
- 『小楠公』（1919年）演：嵐璃珀
- 『大楠公』（1921年）演：尾上松之助
- 『大楠公夫人』（1921年）演：内田吐夢
- 『楠公桜井之駅』（1922年）演：沢村四郎五郎
- 『大楠公』（1926年）演：井上正夫
- 『楠公の歌』（1926年）演：横田豊秋
- 『楠公父子』（1933年）演：早川雪洲
- 『小楠公とその母』（1936年）演：草間実
- 『大楠公』（1940年）演：阪東妻三郎
- 『悲願千早城』（1943年）演：藤間林太郎
- 『楠公二代誠忠録』（1958年）演：若山富三郎

テレビドラマ
- 『大楠公』（MBS、1959年）演：小柴幹治
- 『怒濤日本史（楠木正成）』（MBS、1966年）演：南原宏治
- 『太平記』（NHK大河ドラマ、1991年）演：武田鉄矢

舞台
- 桜嵐記（宝塚歌劇月組公演）（2021年、演：輝月ゆうま）

漫画
- 内野正宏『ナギ戦記』（スーパージャンプ連載）
- 沢田ひろふみ『山賊王』 （マガジンGREAT連載）
- 飴あられ『〜楠木正成絵巻〜君がために』（KC別フレ書き下ろし）
- 宇河弘樹『朝霧の巫女』 （ヤングキングアワーズ連載）
- 横山まさみち『太平記』
- 宝城ゆうき（三輪修平）『劇画大楠公』（第三文明連載）ISBN 978-4-476-08156-5
- 河部真道『バンデット -偽伝太平記-』（モーニング連載）
- 松井優征『逃げ上手の若君』（週刊少年ジャンプ連載）声：鈴村健一

ゲーム
- 『英傑大戦』（2024年、セガフェイブ） 声：稲田徹